# Liste des tramways en Amérique du Nord
La liste des tramways en Amérique du Nord, concerne les réseaux de tramways urbains et suburbains existants ou ayant existé sur le continent nord-américain.

## Barbade
- Bridgetown - traction hippomobile, ? - 21 septembre 1925.

## Canada
Classement par Provinces et territoires

### Alberta
- Calgary - traction électrique, 5 juillet 1909 - 29 décembre 1950 ; traction essence, 30 septembre 1913 - 1er avril 1914. Tramway historique ouvert en 1975 [1], fonctionne uniquement en été. Première ligne de LRT ouverte le 25 mai 1981. Voir C-Train.
- Edmonton - traction électrique, 30 octobre 1908 - 1er septembre 1951. Tramway historique ouvert le 14 juin 1997 [2], fonctionne uniquement en été. Première ligne de LRT ouverte le 22 avril 1978. Voir Edmonton Light Rail Transit.
- Lac Louise - traction essence, 1912 - 1930. Ne fonctionnait qu'en été.
- Lethbridge - traction électrique, septembre 1912 - 8 septembre 1947.

### Colombie-Britannique
- Nelson - traction électrique, 27 décembre 1899 - 27 avril 1908, 8 novembre 1910 - 20 juin 1949. Suspension du service du 21 décembre 1910 au 21 juin 1911. Plus petite ville de l'Empire Britannique a posséder un réseau de tramway.
  - Tramway historique [3] ouvert le 1er juillet 1992, service en période estivale uniquement.
- Vancouver - traction électrique, 28 juin 1890 - 21 avril 1955. Réintroduction prévue Coquitlam Light Rail Transit Line ("Evergreen Line") [4]).
  - Tramway historique [5] ouvert le 29 juillet 1998, service de mai à octobre.
  - New Westminster - traction électrique, 7 octobre 1891 - 4 décembre 1938.
  - North Vancouver - traction électrique, 1er septembre 1906 - 23 avril 1947.
- Victoria - traction électrique, 22 février 1890 - 3 juillet 1948.

### Manitoba
- Brandon - traction électrique, 2 juin 1913 - 30 avril 1932. Exploitation suspendue du 15 août 1931 au 1er octobre 1931.
- Winnipeg - traction hippomobile, 20 octobre 1882 - juin 1894 ; traction électrique, 27 janvier 1891 - 18 septembre 1955.

### Nouveau-Brunswick
- Moncton - traction électrique, 11 août 1896 - 11 décembre 1897, 30 novembre 1911 - 31 décembre 1931.
- Saint-Jean - traction hippomobile, 24 août 1869 - 1876, 17 octobre 1887 - mai 1893 ; traction électrique, 12 avril 1893 - 7 août 1948.
- St. Stephen - Une ligne transfrontalière reliait St. Stephen à Calais, dans l'État du Maine.

### Nouvelle-Écosse
- Halifax - traction hippomobile, 11 juin 1866 - 17 mai 1876, 21 octobre 1886 - 31 mai 1896 ; traction électrique, 12 février 1896 - 29 avril 1949.
- New Glasgow - Trenton - traction électrique, 10 octobre 1904 - 7 mai 1931
- Sydney - traction électrique, 1901 - octobre 1931.
  - North Sydney - traction électrique, 1903 - 1929.
  - Glace Bay - traction électrique, 7 janvier 1908 - 1938.
  - Sydney - Glace Bay - traction électrique, octobre 1902 - 15 mai 1947.
- Yarmouth - traction électrique, 26 août 1892 - 20 octobre 1928.

### Ontario
- Belleville - traction hippomobile, 23 mai 1876 - 26 novembre 1891 (or 1895) ; traction électrique, 3 août 1895 - 12 septembre 1901.
- Brantford - traction hippomobile, 4 septembre 1886 - 1893 ; traction électrique, 31 mars 1893 - 30 septembre 1932, et 9 janvier 1933 - 31 janvier 1940.
- Chatham - traction hippomobile, 1885 - 29 mars 1890 et juin 1891 - 1895 (?).
- Cornwall - traction électrique, 7 juillet 1896 - 27 juillet 1949.
- Guelph - traction électrique, 17 septembre 1895 - 30 septembre 1937.
- Hamilton - traction hippomobile, 15 mai 1874 - 1893 ; traction électrique, 2 juillet 1892 - 6 avril 1951.
- Kingston - traction électrique, 26 septembre 1893 - 4 mars 1930. Fermé après l'incendie du dépôt.
- Kitchener - traction hippomobile, 13 juin 1889 - 1895 ; traction électrique, 18 mai 1895 - 27 décembre 1946. Reliait Kitchener à Waterloo.
- London - traction hippomobile, 24 mai 1875 - vers mai 1896 ; traction électrique, 12 septembre 1895 - 27 novembre 1940.
- Niagara Falls - traction hippomobile, 6 décembre 1886 - 1900 ; traction électrique, 15 août 1900 - 26 novembre 1947.
- Oshawa - traction électrique, 13 juin 1895 - 28 janvier 1940.
- Ottawa - traction hippomobile, 21 juillet 1870 - 1891 ; traction électrique, 29 juin 1891 - 30 avril 1959. Diesel light rail transit (DLRT) ouvert le 15 octobre 2001. Voir O-Train.
- Peterborough - traction électrique, août 1893 - 1898, et 1902 - 31 mars 1927.
- Saint Catharines - traction hippomobile, 1er novembre 1879 - 1887 ; traction électrique, septembre 1887 - 7 mai 1948.
- Saint Thomas - traction hippomobile, 1879 - 1898 ; traction électrique, 16 juin 1898 - 12 février 1926.
- Sarnia - traction hippomobile, 1875 - 1901 ; traction électrique, janvier 1901 - 25 février 1931.
- Sault Ste. Marie - traction électrique, 30 mars 1903 - 1er novembre 1941.
- Greater Sudbury - traction électrique, 11 novembre 1915 - 1er octobre 1950.
- Thunder Bay : ville créée en 1970 par la fusion des villes de Fort William et Port Arthur dont les réseaux de tramway sont antérieurs à cette fusion.
  - Fort William - traction électrique, 2 mars 1892 - 15 février 1948.
  - Port Arthur - traction électrique, 1er juin 1893 - 16 octobre 1948.
- Toronto - traction hippomobile, 11 septembre 1861 - 31 août 1894 ; traction électrique, 16 août 1892. Voir Tramway de Toronto
- Welland - traction électrique, janvier 1912 - 4 juillet 1930.
- Windsor - traction hippomobile, 20 juillet 1874 - 1877, mai 1878 - vers 1893 ; traction électrique, 6 juin 1886 - avril 1888 et 15 août 1891 - 6 mai 1939.

### Québec
- East Broughton - traction électrique (?), vers 1924 - 1942. Peschkes (4e Partie, 1998, page 25) cite une source affirmant que la Quebec Asbestos Company exploitait un petit réseau de tramway urbain au moyen de trois motrices rachetées à Sherbrooke.
- Gatineau - traction électrique, 1895 - 6 décembre 1947. (Le tramway de Hull a été fermé avant la fusion avec les villes voisines.)Concernant le projet de réintroduction, voir Tramway de Gatineau.
- Lévis - traction électrique, 1903 - 23 novembre 1946
- Montréal - traction hippomobile, 27 novembre 1861 - octobre 1894 ; traction électrique, 21 septembre 1892 - 30 août 1959. Concernant le projet de réintroduction, voir Tramway de Montréal.
- Québec - traction hippomobile, 17 août 1865 - 1898 ; traction électrique, 20 juillet 1897 - 25 mai 1948. Concernant le projet de réintroduction, voir Tramway de Québec.
- Sherbrooke - traction électrique, 1er novembre 1897 - 31 décembre 1931.
- Trois-Rivières - traction électrique, 11 décembre 1915 - 12 septembre 1933.

### Saskatchewan
- Moose Jaw - traction électrique, 4 septembre 1911 - 8 octobre 1932.
- Régina - traction électrique, 28 juillet 1911 - 9 septembre 1950.
- Saskatoon - traction électrique, 1er janvier 1913 - 10 novembre 1951.

### Terre-Neuve-et-Labrador
- Saint-Jean - traction électrique, 1er mai 1900 - 15 septembre 1948.

## Costa Rica
- San José - traction électrique, 9 avril 1899 - 1er août 1950.

## Cuba
- Camagüey - traction hippomobile, 8 décembre 1894 - mars (?) 1900 ; traction électrique, 1er mai 1908 - 23 février 1952.
- Cardenas de Cuba - traction électrique par accumulateurs, 20 mai 1915 - juin (?) 1929.
- Cienfuegos - traction électrique par accumulateurs, 13 février 1913 - 1926 ; traction électrique par fil aérien, 1926 - 1928 (?) ; traction essence, 1928 - 1954.
- La Havane - traction hippomobile, 20 septembre 1859 - ? ; traction électrique, 21 mars 1901 - 29 avril 1952.
  - La Havane - Ciénaga - traction électrique par accumulateurs, 18 février 1913 - 1913.
  - La Havane-Regla - Guanabacoa - traction par mule, 184x - 1884 ; traction vapeur, 1884 - 1900 ; traction électrique, 7 mars 1900 - 15 juin 1931.
  - La Havane - Guanajay - traction électrique, 12 novembre 1906 - 1939 ; traction vapeur, 1939 - ?
  - La Havane - Güines - traction électrique, 16 mars 1907 - 1939. Exploitation reprise par autorails diesel.
  - Rincón - San Antonio de los Baños - traction électrique par accumulateurs, octobre 1914 - ?
  - La Havane-Casablanca - Hershey - Matanzas, traction électrique, premier tronçon ouvert le 1er janvier 1922.
- Matanzas - traction électrique par accumulateurs, 17 décembre 1916 - 1920 (?) ; traction électrique par fil aérien, 1920 (?) - 29 octobre 1954.
- Santiago de Cuba - traction électrique, 8 février 1908 - 26 janvier 1952.

## Curaçao
- Willemstad - traction essence, ? - 1er novembre 1920.

## États-Unis

### Washington (district de Columbia)
- Washington - traction hippomobile, 29 juillet 1862 - 26 mai 1900 ; traction par câble, 12 avril 1890 - 23 juillet 1899 ; traction électrique, 17 octobre 1888 - 28 janvier 1962. Réintroduction le 27 février 2016 (DC Streetcar).
  - desserte du Maryland, ? - 2 janvier 1960.
  - desserte de la Virginie, 1923 - 25 août 1956.

Classement par États :

### Alabama
- Anniston - traction hippomobile, ? - ? ; traction électrique, ? - 20 avril 1932.
- Birmingham - traction hippomobile, 24 janvier 1884 - 16 avril 1898 ; traction vapeur, 25 mai 1885 - 26 février 1904 ; traction électrique, 10 octobre 1891 - 19 avril 1953. Réintroduction prévue.
  - Bessemer - traction vapeur, 14 mai 1890 - 26 février 1904 ; traction électrique, 25 juillet 1906 - 1915 (service urbain absorbé par l'interurbain).
  - ligne interurbaine Birmingham - Bessemer - traction vapeur, 14 mai 1890 - 26 février 1904 ; traction électrique, 3 juin 1902 - 14 juillet 1952.
- Calera - traction vapeur, ? - ?.
- Decatur - traction hippomobile, ? - ? ; traction électrique, novembre 1903 - ?.
- Eufaula - traction vapeur, ? - ?.
- Fairhope - traction essence, ? - ?.
- Gadsden - traction électrique, ? - janvier 1934.
- Huntsville - traction vapeur, ? - ? ; traction électrique, ? - 15 février 1931.
- Lanett - traction vapeur, ? - ?. Reliait Lanett à Bleecker et West Point, GA.
- Mobile - traction hippomobile, 1877 - 1893 ; traction vapeur, 1890 - ? ; traction électrique, 18 janvier 1893 - 1941.
- Montgomery - traction électrique, 15 avril 1886 - 8 avril 1936.
- Opelika - traction vapeur. Reliait Opelika à Auburn.
- Selma - traction hippomobile, ? - ? ; traction vapeur, ? - ? ; traction électrique, ? - 1924.
- Sheffield - traction vapeur, ? - ? ; traction électrique, ? - février 1933.
- Tuscaloosa - traction hippomobile, ? - ? ; traction vapeur, ? - ? ; traction électrique, 1914 - novembre 1941.
- Union Springs - traction hippomobile, ? - ?.

- Blountsville - traction vapeur (?). D'après Peschkes (4e partie, 1998, page 26) si la compagnie fut bien créée, la construction ne démarra jamais, néanmoins d'autres sources affirment que ce tramway a bel et bien existé.

### Arizona
- Douglas - traction vapeur, ? - ? ; traction électrique, ? - 1924.
- Phoenix - traction hippomobile, 5 novembre 1887 - 8 juin 1895 ; traction électrique, 28 septembre 1893 - 16 février 1948. Réintroduction le 28 décembre 2008 (METRO Light Rail).
  - Tempe - traction hippomobile, ? - ?.
- Prescott - traction électrique, novembre 1905 - 1911.
- Tucson - traction hippomobile, 1898 - 1906 ; traction électrique, 1er juin 1906 - 31 décembre 1930. Réintroduction le 25 juillet 2014. (Sun Link)
  - Tramway historique (Old Pueblo Trolley) [6] ouvert le 17 avril 1993 sur une partie du tracé et de l'infrastructure originels.
- Warren - Bisbee - traction électrique, 11 mars 1908 - 1928.

### Arkansas
- Bentonville - traction essence, 14 juin 1914 - 11 juin 1916.
- Eureka Springs - traction hippomobile, 14 juillet 1891 - janvier 1896 ; traction électrique, 1896 - avant 1922.
- Fort Smith - traction hippomobile, 2 août 1883 - 1889 ; traction électrique, 1896 - 15 novembre 1933. Ce réseau incluait la ligne inter-États (interstate) vers Arkoma, OK.
  - Van Buren - traction électrique, ? - ?.
- Helena - traction hippomobile, décembre 1894 - janvier 1910 ; traction électrique, janvier 1910 - 5 août 1933.
- Hot Springs - traction hippomobile, ? - ? ; traction électrique, ? - 1938.
- Hoxie - Walnut Ridge - traction hippomobile, 1889 - 1905 ; traction électrique, 1er juillet 1904 - 1928.
- Little Rock - traction hippomobile, 1876 - 1895 ; traction vapeur, 3 juillet 1888 - 1889 ; traction électrique, 23 décembre 1891 - 1er septembre 1947.
  - Tramway historique (River Rail Streetcar Line) [7] ouvert le 1er novembre 2004.
- Pine Bluff - traction hippomobile, 4 novembre 1886 - 1902 ; traction électrique, 1902 - 1934.
- Searcy - traction hippomobile, ? - ?. Reliait Searcy à West Point.
- Stuttgart - traction hippomobile, ? - ?.
- Sulphur Rock - traction hippomobile, 1885 - 1926. Considéré comme le dernier tramway urbain à traction hippomobile des États-Unis.
- Texarkana - traction hippomobile, 1894 - 1900 ; traction électrique, 1900 - 31 décembre 1934. Réseau inter-États desservant également Texarkana, TX.

### Californie
- Bakersfield - traction hippomobile, 1892 - 1900 ; traction électrique, 24 août 1900 - 28 février 1942.
- Chico - traction électrique, 12 août 1904 - 28 novembre 1948.
- Eureka - traction hippomobile, 20 août 1888 - 30 avril 1897 ; traction électrique, 15 septembre 1903 - 31 octobre 1940.
- Fresno - traction hippomobile, 25 janvier 1889 - septembre 1901 ; traction électrique, 19 octobre 1902 - 20 mai 1939.
- Lac Elsinore (en) - traction électrique (?). Une seule source datée de 1888 et jamais confirmée cite l'existence d'un tramway électrique.
- Los Angeles - traction hippomobile, 1er juillet 1874 - ? ; traction par câble, 8 octobre 1885 - 2 octobre 1902 ; traction vapeur, 1886 - vers 1915 ; traction électrique, 4 janvier 1887 - juin 1888, 1er juillet 1891 - 30 mars 1963. Réintroduction d'un LRT le 14 juillet 1990 (Los Angeles County Metro Rail) [8]) . Voir aussi Métro de Los Angeles.
  - Anaheim - traction hippomobile, 1er mars 1887 - 1899.
  - Glendale - traction électrique, 13 mars 1909 - 30 décembre 1930.
  - Long Beach - traction électrique, septembre 1902 - 24 février 1940. Réintroduction d'un LRT 14 juillet 1990.
  - Monrovia - traction hippomobile, ? - 1903.
  - Ontario - Upland - traction hippomobile, 1997 - 1895 ; traction électrique, 1895 - 6 octobre 1928.
  - Pasadena - traction hippomobile, 1886 - 1895 ; traction électrique, 1893 - 19 janvier 1941. Réintroduction (LRT) le 26 juillet 2003.
  - Pomona - traction hippomobile, 10 février 1888 - 1896 ; traction vapeur, avril 1888 - juin 1909 ; traction électrique, 3 juillet 1909 - 3 juillet 1924.
  - Redlands - traction hippomobile, 23 mai - 22 juillet 1899 ; traction vapeur, 4 juillet 1888 - 14 mai 1915 ; traction électrique, 23 décembre 1899 - 20 juillet 1936.
  - Riverside - traction hippomobile, 1887 - 1898 ; traction vapeur, 1887 - 1898 ; traction électrique, 11 avril 1899 - 10 janvier 1943.
  - San Bernardino - traction vapeur, 1885 - 1903 ; traction électrique, ? - 8 avril 1942.
  - San Pedro - traction électrique, 1905 - 23 janvier 1938. Tramway historique (Port of Los Angeles Waterfront Red Car Line) [9] ouvert le 19 juillet 2003.
  - Santa Ana - Orange - traction vapeur, 1897 - 1914 ; traction électrique, 10 février 1906 - 14 septembre 1930.
  - Santa Monica - traction hippomobile, 1891 - 1906 ; traction électrique, 1er juillet 1896 - 13 décembre 1929.
- Marysville - Yuba City - traction hippomobile, 17 août 1889 - ? ; traction électrique, 1907 - 15 février 1942.
- Monterey - Pacific Grove - traction hippomobile, 5 août 1891 - ? ; traction électrique, août 1903 - 20 juillet 1923.
- Nevada City - Grass Valley - traction électrique, 15 octobre 1901 - 3 janvier 1924.
- Oakland - traction hippomobile, 30 octobre 1869 - 1883 ; traction vapeur, 1875 - ? ; traction par câble, 9 novembre 1886 - 21 mai 1899 ; traction électrique, 12 mai 1891 - 28 novembre 1948.
  - Alameda - traction hippomobile, ? - 1892 ; traction électrique, 7 mai 1893 - 1930.
  - Berkeley - traction hippomobile, 1873 - 1875 ; traction vapeur, 1875 - 1891 ; traction électrique, 12 mai 1891 - 28 novembre 1948.
  - Hayward - traction hippomobile, ? - 1er septembre 1909.
  - Oakland - Hayward - traction électrique, 17 mai 1892 - 10 mars 1935.
  - Richmond - traction électrique, 7 juillet 1904 - 7 novembre 1933.
  - Oakland - Richmond - traction électrique, 7 juillet 1904 - 7 novembre 1933.
- Oxnard - traction essence, 1908 - janvier 1927.
- Paso Robles - traction hippomobile, ? - 1903.
- Petaluma - traction hippomobile, 1889 - 1903.
- Sacramento - traction hippomobile, 20 août 1870 - vers 1892 ; traction électrique par accumulateurs, 1887 - 189x ; traction électrique, 1890 - 4 janvier 1947. Réintroduction d'un LRT le 12 mars 1987 [10].
- San Diego - traction hippomobile, 3 juillet 1886 - 30 juin 1896 ; traction vapeur, 29 novembre 1887 - 1892 ; traction par câble, 7 juin 1890 - 15 octobre 1892 ; traction électrique, 31 décembre 1887 - juin 1889, 21 septembre 1892 - 24 avril 1949. Réintroduction (LRT, San Diego Trolley) le 26 juillet 1981 [11].
  - Coronado - traction hippomobile, 1886 ; traction vapeur, 1886 - 1893 ; traction électrique, 6 octobre 1893 - 31 mai 1947.
  - Imperial Beach - traction essence, 1910 - 1913 ; traction électrique par accumulateurs, avril 1913 - 1916.
  - National City - traction hippomobile, ? - ?.
  - San Diego - National City - traction électrique, 1er décembre 1907 - 10 janvier 1930.
- San Francisco - traction hippomobile, ? - ? ; traction par câble, 1er septembre 1873 - aujourd'hui ; traction électrique, 29 juillet 1891 - aujourd'hui [12]. Voir aussi Muni Metro.
  - Burlingame - traction électrique par accumulateurs, 22 février 1913 - 19 novembre 1917.
  - South San Francisco - traction électrique, 1902 - 31 décembre 1938. Voir plus haut Oakland.
- San Jose - traction hippomobile, ? - ? ; traction vapeur, 1896 - septembre 1901 ; traction électrique, 16 mai 1888 - 10 avril 1938. Réintroduction d'un LRT le 14 décembre 1987 .
  - Palo Alto - traction électrique, 14 novembre 1906 - 27 septembre 1925.
- San Luis Obispo - traction hippomobile, 1888 - 1901.
- Santa Barbara - traction hippomobile, ? - 1896 ; traction électrique, 1er octobre 1896 - 1er octobre 1929.
- Santa Cruz - traction hippomobile, 3 août 1875 - 1899, octobre 1908 - juillet 1910 ; traction électrique, ? - 14 janvier 1926.
- Santa Maria - traction hippomobile, ? - ?.
- Santa Rosa - traction hippomobile, 1877 - 1905.
- Stockton - traction hippomobile, 6 avril 1874 - 1892, 13 juillet 1892 - septembre 1941.
- Vallejo - traction hippomobile, ? - ?.
- Watsonville - traction électrique, mai 1904 - 1907 et avril 1911 - octobre 1913.
- Woodland - traction hippomobile, ? - ?.

### Caroline du Nord
- Asheville - traction électrique, 1er février 1889 - 1934.
- Belmont - traction électrique, ? - ?.
- Burlington - traction électrique, 1912 - 1922. Réseau étendu à Haw River.
- Charlotte - traction hippomobile, ? - ? ; traction électrique, 18 mai 1891 - 14 mars 1938. Un LRT est en service depuis le 24 novembre 2007 (LYNX). Des tramways urbains sont également prévus.
  - Tramway historique ouvert en 1996.
- Concord - traction vapeur, vers 1889 - ? ; traction électrique par accumulateurs, 1911 - ? ; traction électrique par fil aérien, 1923 - vers 1929.
- Durham - traction électrique, 1902 - 1934.
- Fayetteville - traction vapeur, vers 1908 - 1909 ; traction électrique, ? - ?.
- Gastonia - traction électrique, ? - 21 septembre 1948.
- Goldsboro - traction électrique, 1910 - 1912, 1915 - vers 1920.
- Greensboro - traction électrique, 11 juin 1902 - 1934.
- Hendersonville - traction hippomobile, ? - ? ; traction vapeur, ? - ? ; traction électrique, 1911 - vers 1920.
- High Point - 1906 (?), 1912 - 1935.
- New Bern - traction électrique par accumulateurs, 1913 - ? ; traction électrique, vers 1913 - 1929.
- Pinehurst - traction électrique, 1896 - 1907.
- Raleigh - traction hippomobile, 25 décembre 1886 - ? ; traction électrique, 1er septembre 1891 - 1934.
- Salisbury - traction électrique, 1905 - 1938.
- Wilmington - traction hippomobile, ? - ? ; traction électrique, 1892 - 18 avril 1939.
  - Wilmington - Wrightsville Beach - traction vapeur, ? - ? ; traction électrique, 190x - 1939.
- Winston-Salem - traction électrique, 14 juillet 1890 - 1936.

### Caroline du Sud
- Anderson - traction électrique, 19 février 1905 - 4 novembre 1934.
- Charleston - traction hippomobile, 15 octobre 1866 - 1897 ; traction électrique, 26 juin 1897 - 10 février 1938.
- Columbia - traction hippomobile, 12 octobre 1886 - 1893 ; traction électrique, 3 mai 1893 - 11 mars 1927. Un service limité fut réinstitué sur décision de justice du 9 janvier 1931 au 22 novembre 1936.
- Gaffney - traction vapeur, 1892 - 1896.
- Greenville - traction hippomobile, 1875 - 1897 ; traction électrique, 1900 - octobre 1937.
- Orangeburg - traction hippomobile, ? - ?.
- Rock Hill - traction électrique par accumulateurs, 24 février 1912 - 1918.
- Spartanburg - traction hippomobile, ? - ? ; traction électrique, 1900 - 30 décembre 1922. Service limité au moyen d'une seule motrice, 13 janvier 1923 - 21 juillet 1923, restauré en totalité en 1925, fermé définitivement le 27 avril 1935.

### Colorado
- Aspen - traction hippomobile, ? - ?.
- Boulder - traction hippomobile, 1891 - 1893 ; traction électrique, juin 1899 - 1931.
- Colorado Springs - traction hippomobile, 1887 - ? ; traction électrique par accumulateurs, 1890 - ? ; traction électrique par fil aérien, ? - 30 avril 1932.
  - Manitou Springs - traction électrique, ? - ?.
  - Colorado Springs - Manitou Springs - traction électrique, 1890 - 30 avril 1932.
- Denver - traction hippomobile, 1871 - ? ; traction par câble, 22 décembre 1888 - 1er avril 1900 ; traction électrique, ? - 3 juin 1950. LRT inauguré le 14 octobre 1994. Voir aussi Tramway de Denver.
- Durango - traction hippomobile, 1883 - ? ; traction électrique, ? - 1920.
- Florence - traction électrique. Malgré l'achèvement des travaux et l'acquisition de deux motrices en 1912, la ligne ne fut jamais ouverte au public.
- Fort Collins - traction électrique, 29 décembre 1907 - 10 juillet 1918, mai 1919 - 30 juin 1951. Tramway historique ouvert le 29 décembre 1984 [13].
- Grand Junction - traction hippomobile, 1890 - 1909 ; traction électrique, 1909 - 1928.
- Greeley - traction électrique, 1910 - 1923.
- Leadville - traction hippomobile, ? - ?.
- Pueblo - traction hippomobile, 1879 - 1890 ; traction électrique, 6 juin 1890 - 1948.
- Trinidad - traction hippomobile, 22 février 1886 - ? ; traction électrique, ? - 1926.

### Connecticut
- Bridgeport - traction hippomobile, 188x - ? ; traction électrique, ? - 1937.
- Bristol - traction électrique, 189x - 1er août 1935.
- Danbury - traction hippomobile, 188x - ? ; traction électrique, ? - 1926.
- Derby - traction hippomobile, 188x - ? ; traction électrique, ? - 1937.
- Greenwich - traction électrique, 189x - 1927.
- Groton - traction électrique, 1904 - 1928.
- Hartford - traction hippomobile, 3 mai 1863 - 1892 ; traction électrique, 1888 - 27 juillet 1941.
- Meriden - traction hippomobile, 187x - ? ; traction électrique, ? - 1931.
- Middletown - traction hippomobile, 187x - ? ; traction électrique, ? - 1929.
- Milford - traction électrique, 189x - 27 novembre 1937.
- Mystic - traction hippomobile, 187x - ? ; traction électrique, 190x - ?.
- New Britain - traction hippomobile, 188x - ? ; traction électrique, ? - 1937.
- New Haven - traction hippomobile, 6 mai 1861 - ? ; traction électrique, ? - 25 septembre 1948. Réintroduction prévue.
- New London - traction hippomobile, 187x - ? ; traction électrique, ? - 1934.
- Norwalk - traction hippomobile, 186x - ? ; traction électrique, ? - 1935.
- Norwich - traction hippomobile, 187x - ? ; traction électrique, 188x - 1936.
- Stamford - traction hippomobile, 1887 - ? ; traction électrique, 1894 - 1933.
- Stratford - traction hippomobile, 188x - ? ; traction électrique, ? - 1934.
- Torrington - traction électrique, 189x - 1929.
- Wallingford - traction électrique, ? - 1937.
- Waterbury - traction hippomobile, 188x - ? ; traction électrique, ? - 1937.
- Willimantic - traction hippomobile, 188x - ? ; traction électrique, ? - 1936.

### Dakota du Nord
- Bismarck - traction électrique, 16 février 1904 - 28 février 1931.
- Fargo - traction hippomobile, 1879, et 7 juillet - 18 septembre 1882 ; traction électrique, 16 février 1904 - 21 août 1937. Desservait également Moorhead, MN.
- Grand Forks - traction électrique, 20 novembre 1904 - 1er février 1934. Ce réseau incluait une ligne inter-États (Interstate) vers East Grand Forks, MN.
- Valley City - traction électrique, 18 décembre 1905 - 194x.
- Wahpeton - Voir Breckenridge, MN, ci-dessous.

### Dakota du Sud
- Aberdeen - traction électrique, novembre 1910 - 1922.
- Deadwood - traction hippomobile.
- Hot Springs - traction électrique.
- Pierre - traction hippomobile.
- Rapid City - traction hippomobile.
- Sioux Falls - traction électrique, ? - 1930.
- Watertown - traction hippomobile.

### Delaware
- Middletown - Odessa - traction électrique, 1906 - 1909.
- Wilmington - traction hippomobile, 30 juin 1864 - ? ; traction électrique, 1888 - 1940.

### Floride
- Altamonte Springs - traction hippomobile, ? - ?.
- Arcadia - traction hippomobile, ? - ?.
- Avon Park - traction hippomobile, ? - ?. Reliait Avon Park à Pabor Lake (en).
- Bartow - traction hippomobile, ? - ?.
- Bradenton - traction électrique, 1903 - 1905.
- Daytona Beach - traction électrique, ? - 1918.
- Everglades - traction électrique par accumulateurs, ? - 1925.
- Fernandina Beach - traction électrique, ? - 192x.
- Fort Meade - traction hippomobile, ? - ?.
- Gainesville - traction hippomobile, ? - ?.
- Green Cove Springs - traction hippomobile, ? - ?. Reliait Green Cove Springs à Magnolia Springs.
- Jacksonville - traction hippomobile, 1880 - mai 1895 ; traction électrique, 24 février 1893 - 12 décembre 1936.
- Key West - traction hippomobile, 1881 - ? ; traction électrique, ? - 10 juin 1926.
- Leesburg - traction hippomobile, ? - ?.
- Miami - traction électrique par accumulateurs, 1915 - 1921 ; traction électrique par fil aérien, 25 juillet 1906 - 3 septembre - 1907, et mars 1922 - 14 novembre 1940. Réintroduction prévue.
  - Coral Gables - traction électrique, 30 avril 1925 - 3 novembre 1935.
  - Miami Beach - traction électrique, décembre 1920 - 17 octobre 1939.
- Mulberry - traction hippomobile, ? - ?.
- Ocala - traction hippomobile, ? - ?. Reliait Ocala et Silver Springs.
- Orlando - traction hippomobile, ? - ?.
  - Winter Park - traction hippomobile, ? - ?.
  - Orlando - Winter Park - traction vapeur, ? - ?.
- Ormond Beach - traction hippomobile, ? - ?.
- Palatka - traction hippomobile, ? - ?.
- Palm Beach - traction hippomobile, ? - ?.
- Panacea - traction hippomobile. Reliait Panacea à Sopchoppy.
- Pensacola - traction électrique, ? - juin 1932.
- St. Augustine - traction électrique, ? - ?.
- Saint Petersburg - traction électrique, ? - 1949.
- Sanford - traction essence, 1908 - ?.
- Tallahassee - traction hippomobile, ? - ?.
- Tampa - traction hippomobile, 1886 - ? ; traction électrique, 1892 - 4 août 1946. Réintroduction d'un LRT prévue.
  - Tramway historique (TECO Line Streetcar) [14] ouvert le 21 octobre 2002.
- West Palm Beach - traction hippomobile, ? - ?.

### Géorgie
- Albany - traction hippomobile, ? - ? ; traction électrique, ? - 1920.
- Americus - traction électrique, 1891 - 1893.
- Athens - traction hippomobile, ? - ? ; traction électrique, ? - 1930.
- Atlanta - traction hippomobile, 8 septembre 1871 - ? ; traction vapeur, ? - ? ; traction électrique, 23 août 1889 - 17 avril 1949. Réintroduction le 30 décembre 2014 (Downtown Loop).
  - Fairburn - traction essence, ? - 1925.
- Augusta - traction hippomobile, ? - ? ; traction électrique, ? - 1937.
- Brunswick - traction hippomobile, ? - ? ; traction vapeur, ? - ? ; traction électrique, 1909 - 1924.
- Cedartown - traction hippomobile, ? - ?.
- Clarkesville - traction hippomobile, ? - 1918.
- Columbus - traction hippomobile, ? - ? ; traction vapeur, ? - ? ; traction électrique, ? - 1935. Ce réseau comportait une ligne inter-États (interstate) jusqu'à Phenix City, AL.
- Covington - traction hippomobile, ? - 1918.
- Cumberland Island - traction hippomobile, ? - ?.
- Gainesville - traction hippomobile, ? - ? ; traction électrique, ? - 4 avril 1925.
- Griffin - traction hippomobile, ? - ?.
- Macon - traction hippomobile, ? - ? ; traction électrique, ? - 1935.
- Milledgeville - traction hippomobile, ? - ? ; traction vapeur, ? - ? ; traction électrique par accumulateurs, ? - 13 juin 1914.
- Rome - traction hippomobile, ? - ? ; traction vapeur, ? - ? ; traction électrique, ? - 1931.
- St. Marys - traction hippomobile, ? - ?.
- St. Simons - traction hippomobile, ? - ? ; traction vapeur, ? - ? ; traction essence, ? - ?.
- Savannah - traction hippomobile, ? - ? ; traction vapeur, ? - ? ; traction électrique, ? - 26 août 1946. Tramway historique à traction diesel-électrique ouvert le 9 décembre 2008.
- Tallapoosa - traction hippomobile, ? - ? ; traction électrique par accumulateurs, ? - ?.
- Valdosta - traction hippomobile, ? - ? ; traction électrique, ? - 1934.
- Washington - traction hippomobile, ? - 1916.
- Waycross - traction hippomobile, ? - ? ; traction électrique, ? - 1917.

Peschkes (4e partie, 1998, page 44) conteste l'existence de tramways dans les villes suivantes :
- Dahlonega.
- Dalton.
- LaGrange.
- Lexington.
- Summerville.
- Thomasville.

### Hawaï
- Honolulu - traction hippomobile, 28 décembre 1888 - ? ; traction électrique, 1900 - 1er juillet 1941. Un métro léger est prévu.

### Idaho
- Boise - traction hippomobile, 1887 - ? ; traction électrique, 1891 - 1928.
- Caldwell - traction électrique, 1907 - 1928.
- Lewiston - traction électrique, 3 mai 1915 - 3 août 1929. Tramway inter-États (Interstate), reliait Lewiston à Clarkston, WA.
- Sandpoint - traction électrique, avril 1910 - 1917.

### Illinois
- Alton - traction hippomobile, ? - ? ; traction électrique, ? - 1932.
- Anna - Jonesboro - traction électrique, 1907 - 1925.
- Aurora - traction hippomobile, 1884 - ? ; traction électrique, 1891 - 17 novembre 1934.
- Belvidere - traction électrique, 1895 - 30 juin 1915.
- Bloomington - Normal - traction hippomobile, 1888 - ? ; traction électrique, ? - 1936.
- Cairo - traction hippomobile, 1880 - ? ; traction électrique, ? - 1933.
- Canton - traction électrique, 1907 - 25 juillet 1928.
- Centralia - traction électrique, 1892 - 1929.
- Champaign - Urbana (aire métropolitaine de Champaign-Urbana, Illinois) - traction hippomobile, 1863 - ? ; traction électrique, 1890 - 1936.
- Charleston - traction électrique, 1904 - 1925.
- Chicago - traction hippomobile, 1858 - 1906 ; traction par câble, 28 janvier 1882 - 21 octobre 1906 ; traction électrique, 2 octobre 1890 - 21 juin 1958. Desservait également Hammond, IN.
  - Blue Island - traction électrique, ? - ?.
  - Chicago Heights - traction électrique, ? - ?.
  - Cicero - Berwyn - traction électrique, ? - 10 avril 1948.
  - Evanston - traction électrique, ? - 1935.
  - Harvey - traction électrique, 1892 - 189x.
- Chilicothe - traction hippomobile, ? - ?.
- Du Quoin - traction hippomobile. Reliait Du Quoin et St. Johns.
- Danville - traction électrique, 1891 - 1936.
- Decatur - traction hippomobile, 1876 - ? ; traction électrique, ? - 1936.
- DeKalb - traction électrique, ? - ?.
- East Saint Louis - traction électrique, ? - 1935. Service interstate jusqu'à Saint Louis, MO. Réintroduction (St. Louis MetroLink) en 1993.
  - Belleville - traction hippomobile, ? - ? ; traction électrique, ? - 1932. Réintroduction (St. Louis MetroLink) en 2001.
  - Granite City - traction électrique, ? - 1958. Ligne suburbaine interstate depuis Saint Louis, MO.
- Elgin - traction hippomobile, ? - ? ; traction électrique, ? - ?.
- Freeport - traction hippomobile, ? - ? ; traction électrique, 1891 - 1933.
- Galesburg - traction hippomobile, 1885 - ? ; traction électrique, ? - 1931.
- Harrisburg - traction électrique, 1913 - 1933.
- Hillsboro - traction électrique, ? - ?.
- Jacksonville - traction hippomobile, 1867 - ? ; traction électrique, ? - 1930.
- Joliet - traction hippomobile, ? - ? ; traction électrique, ? - 1934.
- Kankakee - traction électrique, 1891 - 1931.
- Kewanee - traction électrique, ? - février 1936.
- La Salle - Peru - traction vapeur, ? - ? ; traction électrique, 1891 - 1926.
- Lincoln - traction électrique, 25 décembre 1891 - 1929.
- Mattoon - traction électrique, 1904 - 1927.
- Mount Vernon - traction électrique, ? - 1917.
- Murphysboro - traction électrique, 1903 - 1927.
- Ottawa - traction électrique, 1889 - 1934.
- Paris - traction électrique, ? - 1928.
- Pekin - traction hippomobile, ? - ? ; traction électrique, ? - novembre 11 1935.
- Peoria - traction hippomobile, 1870 - ? ; traction électrique, ? - 1946.
- Pontiac - traction électrique, 23 avril 1905 - 24 novembre 1925.
- Princeton - traction électrique, 1906 - 1929.
- Quincy - traction hippomobile, 1867 - ? ; traction électrique, ? - 1930.
- Rockford - traction hippomobile, 1881 - 1889 ; traction électrique, 1889 - 3 septembre 1936.
- Rock Island - traction hippomobile, 1866 - ? ; traction électrique, ? - 1940. Exploité comme une partie du réseau de Davenport, IA.
  - Moline - traction électrique, ? - 1936.
- Springfield - traction hippomobile, 1865 - ? ; traction électrique, 1893 - 27 décembre 1937.
- Sterling - traction électrique, mai 1904 - 17 septembre 1925.
  - Dixon - traction électrique, mai 1904 - 17 septembre 1925.
- Streator - traction électrique, 1891 - 1896, 1898 - 1912.
- Taylorville - traction électrique, ? - 1925.
- Waukegan - traction électrique, ? - 1947.

### Indiana
- Anderson - traction hippomobile, ? - 14 août 1892 ; traction électrique, ? - 13 novembre 1937.
- Angola - traction électrique, 1904 - 1918.
- Brazil - traction électrique, ? - ?.
- Brownstown - traction hippomobile, ? - ?.
- Columbus - traction hippomobile, ? - ? ; traction électrique, 1892 - 28 juillet 1929.
- Crawfordsville - traction électrique, ? - 31 octobre 1922.
- Elkhart - traction hippomobile, ? - ? ; traction électrique, 1891 puis 15 mai 1894 - 2 juin 1934.
- Elwood - traction électrique, 6 septembre 1893 - 31 août 1924.
- Evansville - traction hippomobile, 1886 - 1894 ; traction électrique, 15 septembre 1892 - 1939.
- Fort Wayne - traction hippomobile, 6 janvier 1872 - 9 août 1894 ; traction électrique, 7 août 1892 - 27 juin 1947.
- French Lick - West Baden Springs - traction électrique, 9 novembre 1903 - 18 juillet 1919.
- Gary - traction électrique. 20 mai 1908 - 1947.
- Goshen - traction électrique, 4 juillet 1896 - 1920.
- Greencastle - traction hippomobile, ? - ?.
- Hammond - traction électrique, 15 mai 1893 - 1946. Service interstate jusqu'à Chicago.
  - East Chicago - traction électrique, 15 mai 1893 - 1940. Desservait également Whiting.
- Huntington - traction électrique, 1902 - 1910.
- Indianapolis - traction hippomobile, 3 octobre 1864 - 1894 ; traction électrique, 18 juin 1890 - 11 janvier 1953.
- Kokomo - traction électrique, 15 décembre 1891 - 17 avril 1932.
- La Porte - traction électrique, 1er juillet 1902 - 1918.
- Lafayette - traction hippomobile, 1868 - 187x et 1884 - 1889 ; traction électrique, 30 octobre 1888 - 14 mars 1940.
- Logansport - traction hippomobile, 1882 - 1896 ; traction électrique, 1er octobre 1891 - 29 avril 1932.
- Madison - traction hippomobile, 188x - ? ; traction électrique, 20 juin 1898 - 30 juin 1918.
- Marion - traction hippomobile, 188x - ? ; traction électrique, 1er août 1893 - 26 juin 1947.
- Michigan City - traction électrique, 189x - 1932.
- Mount Vernon - traction animale, ? - ?.
- Muncie - traction vapeur, ? - ? ; traction électrique, 1er septembre 1892 - 1932.
- New Albany - traction électrique, 1891 - 21 janvier 1946. Voir aussi Louisville, KY.
  - Jeffersonville - traction électrique, 1888 - 1934.
- New Castle - traction électrique, ? - 31 octobre 1922.
- Peru - traction électrique, 3 août 1901 - 30 septembre 1934.
- Richmond - traction hippomobile, ? - ? ; traction électrique, 6 septembre 1889 - 1938.
- South Bend - traction hippomobile, 27 mai 1885 - ? ; traction électrique, 1882, 15 janvier 1885 - ? et 1889 - 15 juin 1940. Desservait également Mishawaka.
- Terre Haute - traction hippomobile, ? - ? ; traction électrique, 6 janvier 1940.
- Vincennes - traction hippomobile, 1881 - ? ; traction électrique, 8 septembre 1891 - 1er juillet 1938.
- Wabash - traction électrique, 3 août 1901 - 31 août 1931.
- Warsaw - traction électrique, ? - 1938.
- Washington - traction hippomobile, ? - ? ; traction électrique, 1894 - 31 octobre 1935.

### Iowa
- Albia - traction hippomobile, ? - ? ; traction essence, ? - ? ; traction électrique, 18 décembre 1907 - 1922.
- Ames - traction vapeur, ? - ? ; traction électrique, 1907 - juillet 1929.
- Boone - traction hippomobile, 1883 - ? ; traction électrique, 14 novembre 1899 - 19 mai 1925.
- Burlington - traction hippomobile, 1er janvier 1874 - ? ; traction électrique, 30 mai 1891 - 1929.
- Cedar Rapids - traction hippomobile, 188x - ? ; traction électrique, 1891 - 13 novembre 1937.
- Centerville - traction hippomobile, 1887 - ? ; traction électrique, 1902 - 25 avril 1925.
- Charles City - traction électrique, 1915 - 1921.
- Clinton - traction hippomobile, 6 février 1869 - ? ; traction électrique, 1890 - 25 mai 1937.
- Council Bluffs - traction hippomobile, 1869 - ? ; traction électrique, décembre 1887 - 15 septembre 1948. Exploité comme partie du réseau d'Omaha, NE. Tramway interstate fermé le 25 septembre 1948.
- Davenport - traction hippomobile, 2 mars 1869 - ? ; traction électrique, 6 août 1888 - 15 avril 1940. Réseau desservant également Rock Island, IL et Moline, IL.
- Des Moines - traction hippomobile, 11 janvier 1868 - ? ; traction électrique, 1888 - 6 mars 1950.
- Dubuque - traction hippomobile, 23 mai 1868 - ? ; traction électrique, 25 décembre 1889 - 24 juillet 1932.
- Fort Dodge - traction électrique, 1896 - 14 novembre 1925.
- Fort Madison - traction hippomobile, juillet 1888 - ? ; traction électrique, 1895 - 1929.
- Independence - traction électrique, 22 août 1892 - 14 août 1907.
- Iowa City - traction électrique, 1er novembre 1910 - 16 août 1930.
- Keokuk - traction hippomobile, 1883 - ? ; traction électrique, 30 août 1890 - 15 mai 1928.
- Marshalltown - traction hippomobile, 1883 - ? ; traction électrique, 31 décembre 1892 - 31 août 1928.
- Mason City - traction électrique, 1897 - 30 août 1936.
- Muscatine - traction hippomobile, 11 septembre 1883 - ? ; traction électrique, 30 mai 1893 - 17 mars 1929.
- Oskaloosa - traction hippomobile, 1880 - ? ; traction électrique, 1898 - mai 1926.
- Ottumwa - traction hippomobile, 1881 - ? ; traction électrique, 1889 (?) - 12 août 1930.
- Red Oak - traction hippomobile, avril 1882 - 1901.
- Sioux City - traction hippomobile, 1er juillet 1881 - 1885 ? ; traction par câble, 1er juin 1889 - 15 mai 1894 ; traction électrique, 6 avril 1890 - 1948. Ce réseau comportait également une ligne inter-États (interstate) vers Sioux City, NE.
- Tama - Toledo - traction électrique, 4 juillet 1894 - 25 juin 1925.
- Waterloo - traction hippomobile, 1885 - mai 1896 ; traction électrique, 1896 - août 1939.
  - Cedar Falls - traction électrique, 14 décembre 1897 - 18 mai 1941.
  - Waterloo - Cedar Falls - traction électrique, 1897 - 31 juillet 1958.

### Kansas
- Abilene - traction hippomobile, ? - ?.
- Atchison - traction hippomobile, ? - ? ; traction électrique, ? - 1929.
- Baxter Springs - traction hippomobile, ? - ?.
- Chetopa - traction hippomobile, ? - ?.
- Clay Center - traction hippomobile, ? - ?.
- Coffeyville - traction électrique, 190x - 1948.
- Cottonwood Falls - Strong City - traction hippomobile, 22 août 1887 - 29 janvier 1918 ; traction essence, 29 janvier 1918 - 27 juin 1919.
- Council Grove - traction hippomobile, ? - ?.
- Emporia - traction hippomobile, ? - ? ; traction électrique, 189? - 1928.
- Fort Scott - traction hippomobile, ? - ? ; traction électrique, 189? - 1918.
- Galena - traction électrique, ? - ?.
- Garden City - traction hippomobile, ? - ?.
- Great Bend - traction hippomobile, ? - ?.
- Hutchinson - traction hippomobile, 188x - ? ; traction électrique, ? - 1932
- Independence - traction électrique, ? - 1946.
- Iola - traction électrique, ? - ?.
- Kansas City - traction hippomobile, ? - ? ; traction par câble, 15 juin 1885 - 13 octobre 1913 ; traction électrique, ? - 1956. Desservait également North Kansas City, MO et Independence, MO.
- Junction City - traction électrique, 12 août - 1901 - 28 février 1934.
- Kingman - traction hippomobile, ? - ?.
- Larned - traction hippomobile, ? - ?.
- Lawrence - traction hippomobile, ? - ? ; traction électrique, ? - 1933.
- Leavenworth - traction hippomobile, ? - ? ; traction électrique, 189x - 1925.
- Manhattan - traction essence, ? - ? ; traction électrique, juin 1909 - octobre 1928.
- McPherson - traction hippomobile, ? - ?.
- Newton - traction hippomobile, 1886 - 1890, 1910 - ? ; traction électrique, 25 octobre 1913 - 1er novembre 1925.
- Ottawa - traction hippomobile, ? - ?.
- Parsons - traction électrique, ? - ?.
- Pittsburg - traction électrique, 20 octobre 1890 - 1932.
- Pratt - traction hippomobile, ? - ?.
- Salina - traction hippomobile, ? - ? ; traction vapeur, ? - ? ; traction électrique, ? - ?.
- Topeka - traction hippomobile, 188x - ? ; traction vapeur, ? - ? ; traction électrique, ? - 17 juillet 1937.
- Wellington - traction hippomobile, ? - ?.
- Winfield - traction hippomobile, 1886 - 17 mai 1909 ; traction électrique, ? - 24 mai 1926.
  - Arkansas City - traction hippomobile, 18xx - ? ; traction électrique, ? - 1922.
- Wichita - traction hippomobile, 188x - ? ; traction électrique, ? - 1934.

- Dighton - traction hippomobile (?). Peschkes affirme qu'une source datée de 1888 cite l'existence d'un tramway dans cette ville, aucune confirmation à ce jour.

Peschkes (4e partie, 1998, page 57) affirme également que ces tramways hippomobiles, s'ils ont bien figuré dans certaines statistiques, n'ont jamais existé :
- Beloit.
- El Dorado.
- Marion.

### Kentucky
- Ashland - traction électrique, 189x - 1936. Ohio Valley Electric Railway.
- Bowling Green - traction hippomobile, ? - ? ; traction électrique, 189x - ?.
- Covington - traction hippomobile, 1867 - ? ; traction électrique, 1890 - 3 juillet 1950. Desservait également Newport, KY et d'autres communes. Service traversant la rivière Ohio jusqu'à Cincinnati, OH.
- Frankfort - traction électrique, ? - 6 janvier 1934.
- Georgetown - traction hippomobile, ? - ? ; traction électrique, ? - ?.
- Henderson - traction hippomobile, 188x - ? ; traction électrique, 17 juillet 1923 - ?.
- Lexington - traction hippomobile, 26 août 1882 - 4 septembre 1890 ; traction électrique, 24 août 1890 - 20 avril 1938.
- Louisville - traction vapeur, 1838 - 1844 ; traction hippomobile, 1844 - 1901 ; traction électrique, 1889 - 30 avril 1948. Voir également New Albany et Jeffersonville, dans l'Indiana.
- Maysville - traction électrique, ? - ?.
- Middlesboro- traction hippomobile, 188x - ? ; traction vapeur, ? - ?.
- Owensboro - traction hippomobile, 188x - ? ; traction électrique, ? - 1934.
- Paducah - traction hippomobile, 188x - ? ; traction électrique, ? - 1932.
- Somerset - traction électrique, ? - ?.
- Winchester - traction électrique, ? - ?.

- Barbourville - Peschkes (4e partie, 1998, page 59) affirme qu'en dépit d'indices photographiques, cette ville n'a jamais eu de tramway (hippomobile).

### Louisiane
- Abita Springs - traction hippomobile.
- Alexandria - traction hippomobile, 19 juin 1891 - 19 juin 1899 ; traction électrique, 12 avril 1906 - 18 décembre 1926.
- Bâton-Rouge - traction hippomobile, 1890 - ? ; traction électrique, 6 avril 1893 - 23 avril 1936.
- Burnside (en) - traction hippomobile.
- Grand Isle - traction hippomobile, 1866 - 1893.
- Lake Charles - traction hippomobile, 1891 - ? ; traction vapeur, 1893 1906 ; traction électrique, 1er février 1906 - 29 juin 1927.
- Monroe - traction électrique, 15 juin 1906 - 21 août 1938.
- La Nouvelle-Orléans - traction hippomobile, janvier 1835 - ? ; traction vapeur, 26 janvier 1835 - ? ; traction électrique, 1er février 1893 - aujourd'hui.
  - Algiers (en) - traction hippomobile, 1884 - 1er septembre 1907 ; traction électrique, 1er septembre 1907 - 22 janvier 1931.
- Shreveport - traction hippomobile, 31 décembre 1870 - 16 octobre 1893 ; traction électrique, 4 octobre 1890 - 10 décembre 1939.

### Maine
- Augusta - traction électrique, 26 juillet 1889 - 31 juillet 1932.
- Bangor - traction électrique, 29 avril 1889 - 31 décembre 1945.
- Bath - traction électrique, 189x - 1932.
- Biddeford - traction hippomobile, 4 juillet 1888 - 5 mai 1892 ; traction électrique, ? - 5 juillet 1939. Desservait également Saco.
- Brunswick - traction électrique.
- Calais - traction électrique, 4 juillet 1894 - 31 octobre 1929. Tramway international desservant également St. Stephen au Nouveau-Brunswick.
- Fairfield - traction électrique.
- Fryeburg - traction hippomobile, 1889 - 1913.
- Lewiston - traction hippomobile, 3 septembre 1881 - 1896 ; traction électrique, ? - 6 septembre 1941. Desservait également Auburn.
- Portland - traction hippomobile, 10 octobre 1863 - 17 décembre 1895 ; traction électrique, 20 juin 1891 - 4 mai 1941.
- Rockland - traction électrique, 1er août 1892 - 1er avril 1931.
- Sanford - traction électrique, 189x - 27 avril 1947.
- Waterville - traction hippomobile, 23 juin 1888 - 1892 ; traction électrique, 20 juillet 1892 - 11 octobre 1937.

### Maryland
- Annapolis - traction électrique.
- Baltimore - traction hippomobile, 1859 - ? ; traction par câble, 23 mai 1891 - 23 mars 1899 ; traction électrique, ? - 3 novembre 1963. Réintroduction d'un LRT le 6 avril 1992.
- Buena Vista - Buena Vista Springs, PA - traction hippomobile, ? - ?.
- Chesapeake Beach - traction vapeur ? - ? ; traction électrique, ? - ? ; traction essence, ? - 1921 (?).
- Cumberland - traction hippomobile, ? - ? ; traction électrique, 189x - 1932.
- Frederick - traction électrique, 189x - 1937.
- Hagerstown - traction électrique, 189x - 1939.

### Massachusetts
- Attleboro - traction hippomobile, 187x - ? ; traction électrique, ? - 1932.
- Boston - traction hippomobile, 1856 - ? ; traction électrique, ? - aujourd'hui. Desservait grand nombre de villes avoisinantes. Voir Métro de Boston.
- Brockton - traction hippomobile, 26 juillet 1881 - ? ; traction électrique, 5 septembre 1890 - 11 juillet 1937.
- Conway - traction électrique, 1er avril 1895 - 1921.
- Fall River - traction hippomobile, 188x - ? ; traction électrique, ? - 20 septembre 1936.
- Fitchburg - traction hippomobile, 3 juillet 1886 - ? ; traction électrique, ? - 1932. Reliait Fitchburg à Leominster.
- Framingham - traction électrique, 188x - 1925.
- Gardner - traction électrique, 189x - 1924.
- Gloucester - traction hippomobile, 188x - ? ; traction électrique, ? - 1919.
- Greenfield - traction électrique, 189x - ?.
- Haverhill - traction hippomobile, 188x - ? ; traction électrique, ? - 29 août 1936.
- Holyoke - traction hippomobile, 188x - ? ; traction électrique, ? - 1936.
- Lawrence - traction hippomobile, 188x - ? ; traction électrique, ? - mars 1936.
- Lowell - traction hippomobile, 187x - ? ; traction électrique, ? - mars 1936.
- Lynn - traction hippomobile, 185x - ? ; traction électrique, ? - 1937.
- New Bedford - traction hippomobile, 187x - ? ; traction électrique, ? - 1947.
- Newburyport - traction hippomobile, ? - ? ; traction électrique, ? - 27 août 1930.
- Newton - traction hippomobile, ? - ? ; traction électrique, ? - 193x.
- Northampton - traction hippomobile, 186x - ? ; traction électrique, ? - 1933.
- Oak Bluffs - traction électrique, ? - ?.
- Plymouth - traction hippomobile, 188x - ? ; traction électrique, ? - 1928.
- Pittsfield - traction hippomobile, ? - ? ; traction électrique, ? - 1932.
- Quincy - traction hippomobile, 188x - ? ; traction électrique, ? - 1948.
- Salem - traction hippomobile, ? - ? ; traction électrique, ? - ?.
- Springfield - traction hippomobile, 186x - ? ; traction électrique, 6 juin 1890 - 1940.
- Stoneham - traction électrique, ? - 27 juillet 1946.
- Taunton - traction hippomobile, 23 septembre 1871 - ? ; traction électrique, 3 septembre 1893 - juillet 1932.
- Waltham - traction hippomobile, ? - ? ; traction électrique, ? - 193x.
- Worcester - traction hippomobile, 186x - ? ; traction électrique, ? - 31 décembre 1945.

### Michigan
- Adrian - traction électrique, 1889 - 1924.
- Ann Arbor - traction hippomobile, ? - ? ; traction électrique, 28 septembre 1890 - 31 janvier 1925.
- Battle Creek - traction hippomobile, 1865 - ? ; traction électrique, 1887, et 188x - 30 septembre 1932.
- Bay City - traction électrique, ? - août 1921.
- Benton Harbor - traction hippomobile, ? - ? ; traction électrique, 1892 - septembre 1935. Desservait également Saint-Joseph.
- Cheboygan - traction hippomobile, 1893 - 1896, 1898.
- Détroit - traction hippomobile, 3 août 1863 - 9 novembre 1895 ; traction électrique, 1er septembre 1886 - 8 avril 1956. Réintroduction le 12 mai 2017 (QLine)
  - Tramway historique, 20 septembre 1976 - juin 2003.
- Escanaba - traction électrique, 1892 - 1932.
- Fenton - traction hippomobile, ? - ?.
- Flint - traction hippomobile, ? - ? ; traction électrique, 1900 - 4 avril 1936.
- Grand Haven - traction électrique, ? - ?.
- Grand Rapids - traction hippomobile, 1864 - ? ; traction par câble, 18 avril 1888 - 12 novembre 1891 ; traction électrique, ? - 23 août 1935. Réintroduction prévue.
- Holland - traction électrique, ? - ?.
- Iron River - traction hippomobile, 1913 - 1921.
- Ishpeming - traction électrique, 1893 - 20 août 1927.
- Jackson - traction hippomobile, ? - ? ; traction électrique, 19 septembre 1891 - 27 juin 1936.
- Kalamazoo - traction hippomobile, 1885 - ? ; traction électrique, 1893 - 2 novembre 1932.
- Lansing - traction hippomobile, 1886 - ? ; traction électrique, 26 août 1890 - 15 avril 1933.
- Manistee - traction électrique, 1892 - 26 août 1921.
- Marquette - traction électrique, 1891 - 19 avril 1935.
- Menominee - traction électrique, ? - 1928. Desservait également Marinette, WI.
- Monroe - traction électrique, ? - ?.
- Mount Clemens - traction hippomobile, 1890 - ? ; traction électrique, 1900 - janvier 1930.
- Muskegon - traction hippomobile, 25 novembre 1882 - ? ; traction électrique, avril 1890 - 10 octobre 1929.
- Owosso - traction électrique, 1911 - 1929. Reliait Owosso à Corunna.
- Pontiac - traction électrique, 1900 - 1932.
- Port Huron - traction hippomobile, 186x - ? ; traction électrique, 1886 - 28 janvier 1930. Connecté au réseau de Sarnia en Ontario.
- Saginaw - traction hippomobile, 1863 - ? ; traction électrique, 1899 - 9 octobre 1931. Exploitation suspendue d'août 1921 au 1er novembre 1923 à la suite d'une mésentente entre l'exploitant et les autorités locales.
- Sault Ste. Marie - traction électrique, 1888 - 8 juillet 1931. Voir également à Sault Ste. Marie, Ontario.

### Minnesota
- Anoka - traction hippomobile, 1884 - 1897, 1908.
- Brainerd - traction hippomobile, 1887 - 1889 ; traction électrique, 1893 - 2 juin 1898.
- Breckenridge - traction électrique, 30 août 1910 - 31 mars 1925. Tramway inter-États (Interstate) reliant Breckenridge à Wahpeton, ND. Classé comme le plus petit tramway interstate (et l'un des plus petits tramways urbains) des États-Unis.
- Duluth - traction hippomobile, 1882 - 1890 ; traction électrique, 1890 - 9 septembre 1939. Desservait également Superior, WI.
- Hibbing - traction électrique, 11 décembre 1921 - 16 avril 1927.
- International Falls - traction électrique, 1891 - octobre 1895 ; traction électrique par accumulateurs, 1913 - 1919. (Selon certaines sources, contestées par Wyatt [15], le tramway à accus assurait un service jusqu'à la ville canadienne de Fort Frances via le pont ferroviaire.
- Mankato - traction hippomobile, 23 juillet 1886 - 1895 ; traction électrique, 10 mai 1908 - 8 mars 1930.
- Minneapolis - traction hippomobile, 2 septembre 1875 - ? ; traction électrique, 23 décembre 1889 - 31 octobre 1953 (Twin City Rapid Transit). LRT réintroduit le 26 juin 2004. Voir Hiawatha Line. Les tramways sont également prévus.
  - Saint Paul - traction hippomobile, 15 juillet 1872 - ? ; traction par câble, 21 janvier 1888 - 3 juin 1898 ; traction électrique, ? - 18 juillet 1954. Réintroduction d'un LRT à Minneapolis prévue (Central Corridor).
  - Stillwater - traction électrique, 6 novembre 1899 - 1897 et 27 juin 1899 - 10 septembre 1932.
- Moorhead - traction électrique, 9 décembre 1912 - 30 juin 1937. Exploité comme partie du réseau de Fargo, ND.
- St. Cloud - traction hippomobile, 3 octobre 1887 - 1892 ; traction électrique, 30 juin 1892 - 29 avril 1936.
- Winona - traction hippomobile, 25 décembre 1883 - ? ; traction électrique, 22 janvier 1892 - 21 juillet 1938.

### Mississippi
- Biloxi - traction par mule, 1890 - ? ; traction électrique, 189x - 1932.
  - Gulfport - traction électrique, 1904 - 31 décembre 1925.
- Columbus - traction électrique, 1906 - 1922.
- Enterprise - traction hippomobile, ? - ?.
- Greenville - traction électrique, 1901 - 20 mai 1929.
- Hattiesburg - traction électrique, 190x - 30 juin 1925.
- Jackson - traction par mule, 19 octobre 1871 - 1899 ; traction électrique, 1899 - 24 mars 1935.
- Laurel - traction électrique, novembre 1912 - 1934.
- Memphis - Lakeview - traction électrique, 1910 - 1928
- Meridian - traction par mule, 188x - ? ; traction électrique, 1901 - septembre 1925.
- Natchez - traction par mule, 188x - ? ; traction électrique, 1902 - 1920.
- Pascagoula - traction électrique, 1903 - 1925.
- Summit - McComb - traction essence, 4 juillet 1910 - (1916) ?
- Vicksburg - traction électrique, 24 avril 1899 - 1939.
- Yazoo City - traction électrique, 2 janvier 1909 - 1918.

### Missouri
- Cape Girardeau - traction électrique, 189x - 1932.
- Carrollton - traction vapeur, 1893 - ? ; traction électrique, 30 août 1897 - ?.
- Carthage - traction hippomobile, 17 octobre 1883 - 24 janvier 1885 ; traction électrique, 24 août 1895 - 21 juillet 1935.
- Clinton - traction hippomobile, ? - ?.
- Hannibal - traction électrique, 188x - ?.
- Jefferson City - traction électrique, ? - 1934.
- Joplin - traction hippomobile, 188x - ? ; traction électrique, ? - 1935.
- Kansas City - traction hippomobile, avril 1869 - ? ; traction vapeur, ? - ? ; traction électrique, ? - 23 juin 1957. Réintroduction le 6 mai 2016 (KC Streetcar).
  - Independence - traction hippomobile, 1886 - ? ; traction vapeur, 1886 - ? ; traction électrique, ? - 1935.
  - North Kansas City - traction hippomobile, ? - ? ; traction électrique, ? - ?.
- Lebanon - traction électrique, ? - ?.
- Lexington - traction hippomobile, ? - ?.
- Nevada - traction électrique, ? - ?.
- St. Joseph - traction hippomobile, 186x - ? ; traction électrique, ? - 1939.
- Saint Louis - traction hippomobile, 1859 - ? ; traction vapeur, ? - ? ; traction par câble, 15 avril 1886 - 14 mars 1901 ; traction électrique, ? - 20 juin 1966. Réintroduction (LRT) le 31 juillet 1993. Voir St. Louis MetroLink.
- Sedalia - traction électrique, 189x - 1931.
- Springfield - traction hippomobile, 188x - ? ; traction électrique, ? - 1937.
- Trenton - traction électrique, ? - ?.

### Montana
- Anaconda - traction électrique, 1er septembre 1890 - 31 décembre 1951.
- Billings - traction hippomobile, 1882 - 1883 ; traction électrique par accumulateurs, 4 avril 1912 - 1917.
- Bozeman - traction électrique, 21 juillet 1892 - 15 décembre 1921.
- Butte - traction hippomobile, 1886 - ? ; traction par câble, 4 mars 1889 - 19 septembre 1897 ; traction électrique, 26 août 1890 - 22 août 1937.
- Great Falls - traction électrique, 18 août 1891 - 30 novembre 1931 ; traction hippomobile, 1892 - 1893.
- Helena - traction hippomobile, 25 septembre 1886 - ? ; traction électrique, 25 mai 1890 - 1er janvier 1928.
- Missoula - traction hippomobile, 1897 - ? ; traction électrique, 1892 - 1897, et 11 mai 1910 - 24 janvier 1932.

### Nebraska
- Beatrice - traction électrique, 18xx - 1897.
- Fremont - traction hippomobile, ? - ?.
- Grand Island - traction hippomobile, ? - 1898.
- Hastings - traction hippomobile, 1887 - ?.
- Kearney - traction électrique, 18xx - 1898.
- Lincoln - traction électrique, 18xx - 1945.
- Nebraska City - traction hippomobile, 1889 - 1910.
- Norfolk - traction électrique, 18xx - 1897.
- Omaha - traction hippomobile, 1868 - ? ; traction par câble, 29 décembre 1887 - 7 juillet 1890 ; traction électrique, ? - 1955. Réseau desservant Omaha et Council Bluffs dans l'Iowa.
- Plattsmouth - traction électrique, 18xx - 1892.
- Red Cloud - traction hippomobile, 1887 - 1910.
- Wymore - traction hippomobile, ? - ?.
- York - traction hippomobile, ? - ?.

### Nevada
- Reno - traction électrique, 1904 - 1927.

### New Hampshire
- Berlin - traction électrique, 4 juillet 1902 - 1er décembre 1928.
- Claremont - traction électrique, 190x - 1918.
- Concord - traction hippomobile, 1881 - ? ; traction électrique, ? - 29 avril 1933.
- Dover - traction hippomobile, 1882 - ? ; traction électrique, 16 août 1889 - 15 septembre 1926.
- Exeter - traction électrique, 189x - 1924.
- Keene - traction électrique, 190x - ?.
- Laconia - traction hippomobile, 188x - ? ; traction électrique, ? - 1926.
- Manchester - traction hippomobile, 1877 - ? ; traction électrique, 1895 - 2 mai 1940.
- Nashua - traction hippomobile, 188x - ? ; traction électrique, ? - 1932.
- Portsmouth - traction électrique, 189x - 1925.
- Rochester - traction électrique, 1er septembre 1889 - 6 mai 1925.

### New Jersey
- Asbury Park - traction électrique, 19 septembre 1897 - 1931.
- Atlantic City - traction électrique, ? - 27 décembre 1955.
- Bridgeton - traction électrique. Voir aussi Millville et Vineland.
- Brigantine - traction électrique, ? - ?.
- Camden - traction hippomobile, 1871 - ? ; traction électrique ? - 1935. Desservait également Gloucester City et d'autres villes environnantes.
  - Camden - Trenton - traction électrique, 190x - 1931. LRT diesel ouvert le 14 mars 2004.
- Cape May - traction électrique, ? - ?.
- Elizabeth - traction hippomobile, 1869 - ? ; traction électrique, ? - 18 février 1931 (ligne Newark - Elizabeth fermée le 3 janvier 1937). Réintroduction prévue (Union County Light Rail).
- Hackensack - traction électrique, ? - 1938.
- Jersey City - traction hippomobile, 1860 - ? ; traction électrique, ? - 7 août 1949. Desservait également les villes voisines. Hudson-Bergen Light Rail réintroduit le 22 avril 2000.
  - Bayonne - traction hippomobile, 1860 - ? ; traction électrique, ? - 16 mai 1937. Nouvelle desserte par le Hudson-Bergen Light Rail depuis le 6 mai 2006.
  - Hoboken - traction hippomobile, 25 janvier 1886 - décembre 1892 ; traction électrique, ? - 1er janvier 1938 (dernières lignes empruntant le viaduc Hoboken Elevated fermées le 7 août 1949).
- Keyport - traction électrique, 189x - 1923.
- Metuchen - traction électrique, ? - ?.
- Millville - traction électrique, ? - ?, voir aussi Bridgeton.
- Morristown - traction électrique, ? - 1927.
- New Brunswick - traction hippomobile, 1867 - ? ; traction électrique, ? - 1er août 1931 (ligne de tramway suburbain fermée le 26 octobre 1931.
- Newark - traction hippomobile, 1859 - 1893 ; traction par câble, ligne construite et testée mais jamais mise en service ; traction électrique, octobre 1890 - aujourd'hui. Tram souterrain Newark City Subway ouvert le 26 mai 1935. Dernière ligne de tram intégralement en surface fermée le 1er mai 1938. Dernières lignes de surface empruntant le tunnel fermées le 30 mars 1952. Desservait également East Orange et d'autres villes environnantes.
- Ocean City - traction électrique, ? - ?. Voir aussi Atlantic City.
- Passaic - traction électrique ? - ? (ligne Newark - Passaic fermée le 20 mars 1937).
- Paterson - traction hippomobile, 1863 - ? ; traction électrique, ? - 1er mai 1928 (tramway Newark - Paterson fermé en 1938).
- Phillipsburg - traction électrique, 1894 - 31 octobre 1931. Voir aussi Easton, PA.
- Plainfield - traction électrique, 1901 - 1925 (ligne Newark - Plainfield fermée le 15 septembre 1935).
- Point Pleasant - traction électrique, ? - 1919.
- Red Bank - traction électrique, 1896 - 1921.
- Sea Isle City - traction électrique, ? - ?.
- Stone Harbor - traction électrique, ? - ?.
- Trenton - traction hippomobile, ? - ? ; traction électrique, ? - 6 décembre 1934.
- Vineland - traction électrique, ? - ?.
- Wildwood - traction électrique, ? - 1946.

### New York
- Albany - traction hippomobile, 22 février 1864 - 1921 ; traction électrique, 1890 - 31 août 1946.
  - Cohoes - traction hippomobile, 1864 - ? ; traction électrique, 1890 - 6 février 1934.
  - Rensselaer - traction électrique, 4 novembre 1897 - 193x.
  - Schenectady - traction hippomobile, ? - ? ; traction électrique, ? - 1946.
  - Troy - traction hippomobile, septembre 1861 - ? ; traction électrique, ? - 26 septembre 1933.
    - Albia - Averill Park - traction électrique, 5 octobre 1895 - 31 mars 1925.
- Amsterdam - traction hippomobile, 4 juillet 1873 - ? ; traction électrique, 20 décembre 1890 - 1er septembre 1936.
- Auburn - traction électrique, ? - ?.
- Batavia - traction électrique, septembre 1903 - 13 juin 1927.
- Beacon - traction électrique, 27 août 1892 - 20 avril 1930. Reliait Beacon à Fishkill.
- Binghamton - traction hippomobile, 1873 - 1893 ; traction électrique, 31 mai 1887 - 1er août 1932.
  - Binghamton - Port Dickinson - Johnson City - traction hippomobile, 1er janvier 1883 (?) - 1er juillet 1892 ; traction électrique, 1892 - 1er août 1932.
- Buffalo - traction hippomobile, 11 juin 1860 - 1893 ; traction électrique, 20 juin 1889 - 1er juillet 1950. Réintroduction (LRT) le 18 mai 1984.
  - Buffalo - Depew - traction électrique, 8 mai 1901 - 23 septembre 1926.
  - Buffalo - Gardenville (en) - Ebenezer (en) - traction électrique, 18 avril 1896 - 12 décembre 1931.
  - Buffalo - Hamburg - traction électrique, 6 octobre 1900 - 12 décembre 1931.
  - Buffalo - Hamburg - traction électrique, 1906 - 193x.
  - Buffalo - Williamsville - traction électrique, 5 avril 1893 - 18 septembre 1930.
  - Niagara Falls - traction hippomobile, 2 juillet 1883 - ? ; traction électrique, juillet 1892 - 22 août 1937.
- Canandaigua - traction hippomobile, 6 septembre 1887 - juillet 1892 ; traction électrique, 4 août 1894 - 31 juillet 1930.
- Catskill - traction électrique, 14 décembre 1900 - avant le 31 octobre 1917.
- Corning - traction électrique, 1er novembre 1895 - 1er avril 1930.
- Cortland - traction hippomobile, 14 septembre 1885 - ? ; traction électrique, 1er avril 1895 - 1928.
  - Cortland - Homer - McGraw - Preble - traction hippomobile (Cortland - Homer), 14 septembre 1885 - ? ; traction électrique, 1er avril 1895 vers McGraw, prolongé à Preble en 1907. Section McGraw - Preble fermée le 1er avril 1929, section restante fermée le 15 février 1931.
- Dunkirk - traction électrique, 1er juillet 1900 - 1917 et 1917 - avant août 1923.
  - Fredonia - traction ?, 15 mai 1910 - juillet 1927.
  - Dunkirk - Fredonia - traction hippomobile, septembre 1866 - 1891 ; traction électrique, 30 octobre 1891 - 25 mars 1934.
- Elmira - traction hippomobile, octobre 1871 - ? ; traction vapeur, 23 juillet 1889 - ? ; traction électrique, 30 août 1890 - 11 mars 1939.
- Fonda - Fultonville - traction hippomobile, 1875 - 11 juillet 1884.
- Frankfort - Ilion - Mohawk - Herkimer - traction hippomobile, 4 juillet 1871 - 1895 (?) ; traction électrique, 1895 (?) - 30 juin 1933.
- Fulton - traction hippomobile, 15 août 1886 - avant 1908 ; traction électrique, ? - 15 septembre 1927.
- Geneva - traction électrique, 27 mars 1895 - 1925.
  - Geneva - Waterloo - Seneca Falls - Cayuga Lake - traction vapeur, 1886 - ? ; traction électrique, 13 juillet 1890 (ligne terminée le 27 mars 1895) - 6 décembre 1928.
- Glens Falls - traction hippomobile, 28 septembre 1885 - ? ; traction électrique, 1891 - 30 juin 1928.
- Gloversville - traction électrique, ? - ?.
  - Gloversville - Mountain Lake (en) - traction électrique, 23 août 1901 - 30 septembre 1917.
- Hornell - traction électrique, 6 août 1892 - 15 juillet 1926.
  - Hornell - Canisteo - traction électrique, 30 décembre 1892 - 15 juillet 1926.
- Ithaca - traction électrique, 2 janvier 1888 - mai 1892, 28 janvier 1893 - 22 juin 1935.
- Jamestown - traction hippomobile, 20 juin 1884 - 1892 (?) ; traction électrique, 11 juin 1891 - 29 janvier 1938.
- Johnstown - traction électrique, ? - ?.
- Kingston - traction hippomobile, 1867 - ? ; traction électrique, 1894 - 30 septembre 1930.
- Lima - Honeoye - traction électrique, 8 août 1899 - avant 30 octobre 1915.
- Lockport - traction hippomobile, 1er janvier 1887 - 1891 ; traction électrique, 20 août 1895 - 16 avril 1938.
- Tramways de Long Island (interconnectés aux réseaux de New York City, qv) :
  - Babylon - traction hippomobile, 1871 - 1909 ; traction électrique, 1909 - 15 mai 1920.
    - Babylon - Amityville - traction électrique, 1909 - 15 mai 1920.

  - Freeport - traction électrique, 1906 - 1924.
  - Huntington - traction hippomobile, 19 juillet 1890 - 1898 ; traction électrique, 17 juin 1898 - 15 août 1927.
    - Huntington - Amityville - traction électrique, 26 août 1909 - 23 septembre 1919.

  - Long Beach - traction essence, 20 octobre 1923 - 1926.
  - Northport - traction électrique, 18 avril 1902 - 19 août 1924.
  - Patchogue - traction électrique par accumulateurs, 1er juillet 1911 - 10 octobre 1919.
    - Patchogue - Holtsville - traction électrique par accumulateurs, 1914 - 10 octobre 1919. Extension inachevée Holtsville - Port Jefferson.
    - Patchogue - Sayville - traction électrique par accumulateurs, avant 1914 - 10 octobre 1919.

  - Sayville - traction hippomobile, juillet - septembre, 1909.
  - Sea Cliff - traction électrique, 2 juillet 1902 - 31 décembre 1924.
    - Sea Cliff - Glen Cove - traction électrique, 16 novembre 1905 - 15 novembre 1924.
- Middletown - traction électrique, 8 mai 1894 - 9 avril 1924.
  - Middletown - Goshen - traction électrique, 25 novembre 1895 - 21 octobre 1924.
- Newburgh - traction hippomobile, 24 décembre 1886 - mai 1894 ; traction électrique, 9 juin 1894 - 31 mars 1923.
  - Newburgh - Orange Lake - Walden - traction électrique, juillet 1894 (jusqu'à Orange Lake, extension à Walden le 1er juin 1895) - 1923. Exploitation en période estivale en 1924 et 1925 en traction essence (?).
- Trams de New York (connexions aux réseaux de Long Island et du comté de Westchester, qv) :
  - Bronx - traction hippomobile, ? - ? ; traction électrique, 1892 - 21 août 1948.
    - City Island - traction hippomobile, 20 mai 1887 - 1914 ; ligne monorail de la gare de Bartow à la tête nord du City Island bridge, 15 juillet - 19 juillet 1910, 14 novembre 1910 - 16 mars 1914 ; traction électrique à accumulateurs, 17 août 1914 - 9 août 1919.

  - Brooklyn - traction hippomobile, ? - ? ; traction électrique, 1890 - 30 octobre 1956.
  - Manhattan - traction hippomobile, 14 novembre 1832 - 1917 ; traction par câble, 31 août 1885 - 25 mai 1901 ; tractione électrique par accumulateurs, 1910 - 1932 ; traction électrique par fil aérien, ? - 21 juin 1947. La dernière ligne de tram dans New York City, qui reliait Manhattan au Queens par le Queensboro Bridge ferma le 7 avril 1957.
  - Queens - traction hippomobile, 1869 -? ; traction électrique, 1887 - 26 avril 1950.
    - Far Rockaway - traction hippomobile, 2 juillet 1886 - 1898 ; traction électrique, 1898 - 24 septembre 1924.
    - Rockaway Park - traction hippomobile, 2 juin 1886 - 1895, 1897 - 1898 ; traction électrique, 1898 - 26 août 1928. Il a emprunté de 1905 au 9 septembre 1926 la voie électrifiée du Long Island Rail Road entre Far Rockaway et Hammels, d'abord en traction électrique par fil aérien puis par troisième rail à partir de 1912.

  - Staten Island - traction hippomobile, septembre 1868 - 1896 ; traction électrique, 1893 - 26 janvier 1934.
- Ogdensburg - traction hippomobile, 14 août 1886 - 1895 ; traction électrique, 1er septembre 1895 - 1er avril 1932.
- Oneida - traction hippomobile, 4 juillet 1885 - 30 juillet 1902 ; traction électrique, 14 décembre 1902 - décembre 1930.
- Oneonta - traction électrique, ? - ?.
- Ossining - traction électrique, 1893 - 20 octobre 1906, 1er octobre 1907 - 7 mai 1926.
- Oswego - traction hippomobile, 22 août 1885 - 1892 ; traction électrique, 1892 - 21 avril 1927.
- Peekskill - traction électrique, juin 1899 - 30 juin 1926.
  - Peekskill - Lake Mohegan - traction électrique, 30 juillet 1899 - 1924.
  - Peekskill - Oregon - traction électrique, 25 mars 1907 (travaux terminés en 1909) - 29 août 1925.
  - Peekskill - Verplanck - traction électrique, 1902 - 30 juin 1926.
- Penn Yan - Branchport (en) - traction électrique, 15 août 1897 - 11 octobre 1926, 1er janvier - 13 mars 1927.
- Plattsburgh - traction électrique, 25 juillet 1896 - 11 novembre 1929.
- Port Jervis - traction électrique, 15 janvier 1898 - 9 juin 1910, 24 juillet 1910 - 15 novembre 1924.
- Poughkeepsie - traction hippomobile, 1871 - 1894 ; traction électrique, 15 décembre 1894 - 25 novembre 1935.
  - Poughkeepsie - Wappingers Falls - traction électrique, 1895 - novembre 1928.
  - Highland - New Paltz - traction électrique, 17 août 1897 - 7 juillet 1925.
- Redwood - Alexandria Bay - traction électrique, 18 août 1902 - 16 octobre 1916.
- Rochester - traction hippomobile, 13 juillet 1863 - 1893 ; traction électrique, 1889 - 1er avril 1941.
  - Charlotte - Manitou Beach - traction électrique, 1er juin 1891 - 25 août 1925.
- Rome - traction hippomobile, 4 juillet 1887 - 1900, 1er juillet 1902 - 1903 ; traction à air comprimé, 22 septembre 1900 - 30 juin 1902 ; traction électrique, 9 juin 1903 - 7 décembre 1930.
- Saratoga Springs - traction électrique, 1890, 1891, 30 juin 1892 - 20 janvier 1926.
- Syracuse - traction hippomobile, 11 mai 1860 - ? ; traction électrique, 29 novembre 1888 - 4 janvier 1941.
  - Syracuse - Edwards Falls - 16 juin 1898 - 24 octobre 1931.
- Utica - traction hippomobile, 14 septembre 1863 - ? ; traction électrique, 1890 - 13 mai 1941.
- Watertown - traction électrique, 20 mai 1891 - 17 août 1937.
  - Watertown - Brownsville - Dexter - traction électrique, 30 juin 1891 - 9 mars 1931.
- Waverly (en) - traction électrique, 30 juin 1896 - 11 juin 1930.
  - Waverly (en) - Sayre (Pennsylvanie) - Athens, PA - traction électrique, 30 juin 1896 - 11 juin 1930.
- Tramways du comté de Westchester (connectés aux trams de New York, qv) :
  - Larchmont - traction hippomobile, 1er mai 1888 - ? ; traction électrique, 10 juin 1900 - 16 août 1927.
  - Mount Vernon - traction électrique, ? - 1950.
  - New Rochelle - traction électrique, ? - 1950.
  - Port Chester - traction électrique, 12 juillet 1898 - 16 août 1927.
  - White Plains - traction électrique, 1er octobre 1895 - 16 novembre 1929.
  - Yonkers - traction hippomobile, mars 1887 - 1892 ; traction électrique, mai 1892 - novembre 1952.

### Nouveau-Mexique
- Albuquerque - traction hippomobile, 1880 - 1904 ; traction électrique, septembre (?) 1904 - 31 décembre 1927. Réintroduction prévue.
- Las Vegas - traction hippomobile, 188x - ? ; traction électrique, ? - 1928.

### Ohio
- Akron - traction hippomobile, 18 août 1883 - ? ; traction électrique, 2 octobre 1888 - 26 mars 1947.
- Alliance - traction électrique, 1888 - 15 juillet 1939.
- Ashtabula - traction hippomobile, 1883 - ? ; traction électrique, 9 avril 1892 - 30 janvier 1939.
- Bellaire - traction hippomobile, 16 octobre 1865 - ?.
- Bellefontaine - traction électrique, ? - ?.
- Berea - traction hippomobile, ? - ?.
- Cambridge - traction électrique, 190x - 1929.
- Canton - traction hippomobile, 1884 - ? ; traction électrique, mars 1890 - 18 avril 1931.
- Chillicothe - traction électrique, 189x - 1930.
- Cincinnati - traction hippomobile, 1859 - ? ; traction par câble, 8 juillet 1885 - 19 juillet 1902 ; traction vapeur, 1866 - 1891 ; traction électrique, 1889 - 1951. Desservait également Covington, KY. Réintroduction le 9 septembre 2016 (Cincinnati Bell Connector).
- Cleveland - traction hippomobile, 1860 - 1901 ; traction par câble, 17 décembre 1890 - 28 janvier 1901 ; traction électrique, ? - 1954. Il y a un LRT moderne, qui utilisé une infrastructure ancienne (Shaker Heights Rapid Transit).
- Columbus - traction électrique, 1891 - 5 septembre 1948. Réintroduction prévue.
- Conneaut - traction électrique, ? - ?.
- Coshocton - traction électrique, ? - 1927.
- Dayton - traction hippomobile, 1870 - 1895 ; traction vapeur, 1872 - 1886 ; traction électrique par fil aérien, 1888 - 1947 ; traction électrique par accumulateurs, mai 1893. Alors que dans la plupart des villes des États-Unis les transports publics étaient assurés par une entreprise unique résultant de la fusion (consolidation) des opérateurs historiques (fusion qui dans la plupart des autres villes eut lieu avant le premier conflit mondial), Dayton représentait une exception notable en possédant pas moins de cinq opérateurs de tramways différents entre 1909 et 1933, année de leur conversion en opérateurs de trolleybus. Le processus de fusion ne débuta finalement qu'en 1940.
- Defiance - traction électrique, 12 décembre 1891 - 1913.
- Delaware - traction électrique, 189x - 19 août 1926.
- East Liverpool - traction électrique, 1892 - avril 1939.
- Elyria - traction électrique, 189x - 1931.
- Findlay - traction hippomobile, 1887 - 1894 ; traction électrique, 1891 - 31 janvier 1932.
- Fremont - traction électrique, 190x - 1932.
- Gallipolis - traction électrique, 189x - 1932.
- Hamilton - traction électrique, 1890 - 1933.
- Ironton - traction électrique, ? - 1930, Ohio Valley Electric Railway.
- Lancaster - traction électrique, 189x - 30 octobre 1937.
- Lima - traction électrique, 19 juillet 1886 - ? et 189x - 13 mai 1939.
- Lorain - traction électrique, 189x - 7 mai 1938.
- Mansfield - traction électrique, 7 août 1887 - 6 juin 1937.
- Marietta - traction hippomobile, 1888 - ? ; traction électrique, 1896 - 1934.
- Marion - traction électrique, 189x - 1933.
- Massillon - traction électrique, 1892 - 2 juin 1929.
- Middletown - traction hippomobile, 1879 - 4 mai 1918. Remplacé en 1918 par un service d'autobus.
- Mount Vernon - traction électrique, 189x - 1917.
- New Philadelphia - Dover - traction électrique, 4 juillet 1889 - 26 janvier 1926.
- Newark - traction électrique, 189x - 10 août 1926.
- Niles - traction électrique, 1894 - 1927.
- Norwalk - traction électrique, ? - 14 mai 1938.
- Painesville - traction électrique, 1893 - 1926.
- Piqua - traction électrique, 189x - ?.
- Pomeroy - traction électrique, novembre 1900 - 1929.
- Portsmouth - traction électrique, 189x - 1939.
- Put-in-Bay - traction électrique, 1891 - 1910, 1913 - 1914, et 1915 - 30 juin 1915.
- Salem - traction électrique, 23 mai 1890 - 9 décembre 1911.
- Sandusky - traction hippomobile, 13 août 1883 - ? ; traction électrique, 27 novembre 1890 - 25 mai 1938.
- Springfield - traction électrique, 1891 - 9 décembre 1932. Service urbain sur réseau interurbain, décembre 1929 - 3 juin 1938.
- Steubenville - traction électrique, 1888 - décembre 1938.
- Tiffin - traction électrique, 189x - 1919.
- Toledo - traction hippomobile, 1860 - 1890 ; traction électrique, 1890 - 31 décembre 1949.
- Toronto - traction électrique, ? - ?.
- Uhrichsville - Dennison - traction électrique, 1901 - janvier 1922.
- Warren - traction électrique, 1894 - 1931
- Youngstown - traction hippomobile, 1873 - ? ; traction électrique, ? - 8 décembre 1940. Desservait également Sharon, PA.
- Zanesville - traction hippomobile, 13 novembre 1875 - ? ; traction électrique, 27 décembre 1890 - 31 décembre 1930.

### Oklahoma
- Ardmore - traction électrique, janvier 1906 - 1922.
- Bartlesville - traction électrique, 14 juillet 1908 - 15 juillet 1920.
- Chickasha - traction électrique, 12 juillet 1910 - 14 août 1927.
- Clinton - traction essence, juin 1909 - 1911 ; traction électrique, 1912 - 27 août 1914.
- Lawton - traction électrique, 11 juillet 1914 - 11 novembre 1927.
- McAlester - traction électrique, 15 septembre 1903 - 1932.
  - McAlester - Hartshorne - traction électrique, 15 septembre 1903 - 27 avril 1947.
- Muskogee - traction électrique, 15 mai 1905 - 9 mars 1933.
- Oklahoma City - traction électrique, 7 février 1903 - 13 avril 1947. Réintroduction le 14 décembre 2018 (Oklahoma City Streetcar).
  - El Reno - traction essence, ? - ? ; traction électrique, 1908 - 192x. Tramway historique à essence (Heritage Express Trolley) réintroduit en août 2001.
  - Guthrie - traction électrique, 26 mai 1905 - 193x.
  - Oklahoma City - El Reno - traction électrique, 3 décembre 1911 - 9 novembre 1946.
  - Oklahoma City - Guthrie - traction électrique, 20 juillet 1916 - 9 novembre 1946.
  - Oklahoma City - Norman - traction électrique, 1913 ? - octobre 1947.
- Shawnee - traction électrique, 1903 - 9 janvier 1927.
- Okmulgee - traction électrique, 20 novembre 1911 - 1919.
- Tulsa - traction électrique, juillet 1907 - 5 février 1936.
  - Tulsa - Sand Springs - traction électrique, 1911 - 2 janvier 1955.
  - Sapulpa - traction électrique, 1910 - 193x.
  - Tulsa - Sapulpa - traction électrique, mars 1908 - 1933.

### Oregon
- Albany - traction vapeur, 1889 - ? ; traction hippomobile, 1901 - 1909 ; traction électrique, 1909 - 1918.
- Astoria - traction hippomobile, 188x - ? ; traction électrique, ? - 7 décembre 1922. Destruction du centre ville par un incendie le 8 décembre 1922, le service ne fut jamais rétabli.
- Baker - traction hippomobile, ? - ?.
- Corvallis - traction hippomobile, ? - ?.
- Eugene - traction électrique, ? - 1927.
- Klamath Falls - traction hippomobile, ? - 1907 (?).
- Medford - traction électrique, ? - ?.
- Portland - traction hippomobile, ? - ? ; traction par câble, 22 février 1890 - 1904 ; traction électrique, ? - 28 février 1950. Réintroduction d'un LRT (MAX) le 5 septembre 1986 et d'un tramway (Portland Streetcar) le 20 juillet 2001.
  - Portland - Oregon City - 16 février 1893 - 25 janvier 1958.
  - Portland - Vancouver, WA - traction électrique, 1917 - 1940.
- Salem - traction hippomobile, janvier 1889 - ? ; traction électrique, 1890 - 1927.
- Union - traction hippomobile, ? - ?.

### Pennsylvanie
- Aliquippa - traction électrique, 1er janvier 1912 - 27 mars 1937. connut sous le nom de Woodlawn & Southern.
- Allentown - traction hippomobile, 21 mai 1868 - 17 avril 1891 ; traction électrique, 1er juillet 1891 - 18 juin 1953.
  - Bethlehem - traction électrique, ? - 18 juin 1953.
- Altoona - traction hippomobile, 188x - ? ; traction électrique, ? - 1954.
- Bangor - traction électrique, 190x - 1933.
- Beaver Falls - New Brighton - traction hippomobile, 188x - ? ; traction électrique, ? - 1937.
- Berwick - traction électrique, 191x - 1924.
- Bloomsburg - traction électrique, 190x - 1926.
- Bradford - traction hippomobile, 12 septembre 1879 - 1896 ; traction électrique, juin 1896 - 30 septembre 1927.
- Butler - traction électrique, 190x - 1941.
- Carbondale - traction électrique, ? - ?.
- Carlisle - traction électrique, 190x - 1938.
- Chambersburg - traction électrique, 190x - 1928.
- Corry - traction électrique, 10 juillet 1906 - 22 août 1923.
- Danville - traction électrique, 190x - 1924.
- DuBois - traction électrique, 17 octobre 1891 - 12 août 1926. Relié au réseau de Punxsutawney.
- Easton - traction hippomobile, 20 juin 1889 - 10 décembre 1892 ; traction électrique, 1892 - 5 novembre 1939. Desservait Phillipsburg, NJ.
- Érié - traction hippomobile, 1867 - ? ; traction électrique, 25 juin 1889 - 11 mai 1935.
- Gettysburg - traction électrique, juillet 1893 - juin 1917.
- Greensburg - traction électrique, 1889 - 3 janvier 1937. Liaison interurbaine West Penn Railway, Coke Division en service jusqu'en 1952. Principales villes desservies par le réseau West Penn Railway, Coke Division :
  - Connellsville - traction électrique, 1891 - 1952.
  - Latrobe - traction électrique, 1900 - 1952.
  - Scottsdale - traction électrique, 1891 - 1952.
  - Uniontown- traction électrique, 1890 - 1952.
- Hanover - traction électrique, 1893 - 1931. Reliait également York.
- Harrisburg - traction hippomobile, 4 juillet 1865 - 1892 ; traction électrique, 20 juillet 1889 - 16 juillet 1939.
- Hazleton - traction électrique, 189x - 1932.
- Hershey - traction électrique, 15 octobre 1904 - 21 décembre 1946.
- Huntingdon - traction électrique, ? - 20 juillet 1926.
- Indiana - traction électrique, 4 juillet 1907 - 1er juillet 1933.
- Jersey Shore - traction électrique, 29 octobre 1903 - 20 mai 1930.Les Tramways de Jersey Shore (Pennsylvanie)#Historique du réseau
- Jersey Shore - Antes Fort - traction électrique, 1er février 1905 - 16 mai 1925. Tramway Jersey Shore - Antes Fort#Matériel
- Johnstown - traction hippomobile, 188x - ? ; traction électrique, ? - 1er juin 1960.
- Kittanning - Ford City - traction électrique, août 1899 - 8 novembre 1936.
- Lancaster - traction hippomobile, novembre 1874 - ? ; traction électrique, 1890 - 20 septembre 1947.
- Lebanon - traction électrique, 1891 - 21 juillet 1930.
- Leechburg - Apollo - traction électrique, 23 mars 1906 - 17 mars 1936.
- Lewisburg - traction électrique, ? - ?.
- Lewistown - traction électrique, 190x - ?.
- Lock Haven - traction électrique, 14 décembre 1894 - juillet 1930 Tramways de Lock Haven (Pennsylvanie)
- Mauch Chunk - traction électrique, 5 septembre 1893 - 28 octobre 1931
- Meadville - traction électrique, 189x - 1928.
- Milton - traction électrique, 189x - 1928.
- Montoursville - traction électrique, 16 décembre 1897 - 7 août 1924 Tramway de Montoursville
- Mount Carmel - traction électrique, 189x - 1936.
- New Castle - traction électrique, 1889 - 1940.
- New Kensington - traction électrique, 1906 - 22 mai 1937. Relié à Pittsburgh.
- Oakdale - McDonald - traction électrique, 1907 - 15 octobre 1927. Raccordé au réseau de Pittsburgh.
- Oil City - Franklin - traction électrique, 189x - 16 juin 1928.
- Philadelphie - traction hippomobile, 20 janvier 1858 - 14 janvier 1897 ; traction par câble, 7 avril 1883 - 20 juin 1895 ; traction électrique, 15 décembre 1892 - aujourd'hui. Desservait également Camden, NJ.
  - Chester - traction hippomobile, 1er février 1883 - 1er avril 1893 ; traction électrique, 10 décembre 1892 - 1934.
  - Norristown - traction hippomobile, 8 avril 1885 - 1893 ; traction électrique, 21 juillet 1893 - 9 septembre 1933.
  - West Chester - traction électrique, 189x - 1927.
    - Philadelphie (Upper Darby) - West Chester - traction électrique, ? - 1954.
- Philipsburg - Winburne - traction électrique, 24 décembre 1903 - 11 août 1927. Cette ligne suburbaine est également connue sous le nom des comtés traversés: Centre & Clearfield.
- Pittsburgh - traction hippomobile, 1859 - ? ; traction par câble, septembre 1888 - 14 juin 1891 ; traction électrique, 188x - aujourd'hui. Desservait également plusieurs localités avoisinantes. Tronçon souterrain du LRT, desservant le centre-ville, ouvert le 3 juillet 1985. Ce LRT reprenant plusieurs sections de l'ancien tramway [16].
  - Clairton - traction électrique, ? - ?.
  - Charleroi - traction électrique, ? - 1953.
    - Pittsburgh - Charleroi - traction électrique, ? - 1953.

  - Donora - traction électrique, ? - ?.
  - McKeesport - traction électrique, 1890 - 3 juin 1938.
    - Pittsburgh - McKeesport - traction électrique, ? - 1963.

  - Port Vue - traction électrique, ? - 1919.
  - Washington - traction électrique, 188x - 20 juin 1953.
    - Pittsburgh - Washington - traction électrique, ? - 29 août 1953.
- Pottstown - traction électrique, 189x - 1937.
- Pottsville - traction hippomobile, 1872 - ? ; traction électrique, 1890 - 1932.
- Punxsutawney - traction électrique, 17 août 1892 - 30 septembre 1927. Relié à DuBois.
- Reading - traction hippomobile, 1874 - ? ; traction électrique, 26 novembre 1888 - 7 janvier 1952.
- Sayre - traction électrique, 190x - 1930.
- Scranton - traction hippomobile, 4 juillet 1867 - ? ; traction électrique, 30 novembre 1886 - 18 décembre 1954. Relié à Carbondale et Wilkes-Barre.
- Shamokin - traction électrique, 189x - 1929.
- Sharon - traction électrique, 1890 - 1939. Desservait également Youngstown, OH.
- Shenandoah - traction électrique, ? - ?.
- Stroudsburg - traction hippomobile, 187x - ? ; traction électrique, ? - 1928.
- Sunbury - traction hippomobile, 1885 - 1890 ; traction électrique, 1885 puis 30 mai 1890 - 11 mars 1939.
- Titusville - traction électrique, 189x - 1924.
- Warren - traction hippomobile, 20 octobre 1872 - 1877 ; traction électrique, 4 juillet 1893 - 18 octobre 1930.
- Waynesboro - traction électrique, ? - ?.
- Wilkes-Barre - traction hippomobile, 25 juillet 1866 - ? ; traction électrique, mars 1888 - 14 octobre 1950. Connecté à Scranton.
- Williamsport - traction hippomobile, 15 juillet 1865 - 1891 ; traction électrique, 7 août 1891 - 11 juin 1933. Tramways de Williamsport (Pennsylvanie)
- York - traction hippomobile, ? - septembre 1886 ; traction électrique, 1892 - février 1939. Desservait également Hanover.

### Rhode Island
- Block Island - traction hippomobile, ? - ?.
- Newport - traction électrique, 7 août 1889 - 1925.
- Providence - traction hippomobile, 26 mai 1864 - 24 avril 1894 ; traction par câble, 25 décembre 1889 - 26 janvier 1895 ; traction électrique, 20 janvier 1892 - 14 mai 1948.
  - Pawtucket - traction hippomobile, 26 mai 1864 - ? ; traction électrique, 20 janvier 1892 - 11 mai 1934. Service entre Providence et Pawtucket maintenu jusqu'au 26 juin 1940.
- Westerly - traction électrique, 189x - ?.
- Woonsocket - traction hippomobile, ? - ? ; traction électrique, 25 septembre - décembre 1887, et 1888 - 1928.

### Tennessee
- Athens - traction hippomobile, ? - ?.
- Bristol - traction hippomobile, 188x - ? ; traction électrique, ? - ?.
- Chattanooga - traction hippomobile, vers 1875 - 1891 ; traction électrique, 23 juin 1889 - 10 avril 1947.
- Clarksville - traction hippomobile, 1888 - 1896 ; traction électrique, 1896 - 16 juillet 1928.
- Cleveland - traction hippomobile, ? - ?.
- Columbia - traction hippomobile, ? - ?.
- Jackson - traction hippomobile, 188x - ? ; traction électrique, ? - 1939.
- Johnson City - traction électrique, 189x - 1931.
- Knoxville - traction hippomobile, 187x - ? ; traction électrique, ? - 1er août 1947.
- Memphis - traction hippomobile, mai 1866 - ? ; traction électrique, ? - 1947. Tramway historique (Main Street Trolley) lancé le 26 avril 1993. Réintroduction d'un LRT prévue.
- Nashville - traction hippomobile, 186x - ? ; traction électrique, ? - 1941.

### Texas
- Abilene - traction électrique, ? - 1931.
- Amarillo - traction électrique, ? - 1940.
- Aransas Pass - traction par mule, ? - ?.
- Austin - traction électrique, 189x - 1940. Réintroduction prévue.
- Beaumont - traction électrique, 190x - 1937.
- Bonham - traction électrique, ? - ?.
- Brownsville - traction électrique, 1915 - 1926.
- Cleburne - traction électrique, ? - 1917.
- Colorado City - traction par mule, ? - ?.
- Corpus Christi - traction électrique, 189x - 1934.
- Corsicana - traction électrique, 1902 - 30 septembre 1931.
- Dallas - traction par mule, 187x - ? ; traction par câble, construction jamais aboutie ; traction électrique, 1890 - 15 janvier 1956. Réintroduction d'un LRT le 14 juin 1996 (Dallas Area Rapid Transit) et d'un tramway (Dallas Streetcar) le 13 avril 2015.
- Denison - traction par mule, 188x - ? ; traction électrique, ? - 1931.
- Denton - traction électrique, ? - 1918.
- Dublin - traction par mule, ? - ?.
- El Paso - traction hippomobile, octobre 1882 - 1902 ; traction électrique, 11 janvier 1902 - 1947. Réintroduction le 9 novembre 2018.
  - Tramway international, El Paso - Ciudad Juárez, Mexique - traction par mule, octobre 1882 - 1902 ; traction électrique, 11 janvier 1902 - 30 juillet 1973. Suspension du service d'août 1966 à novembre 1967 et de juillet 1969 à novembre 1970, rétablissement à El Paso uniquement du 14 novembre 1973 au 4 mai 1974.
- Fort Worth - traction par mule, 187x - ? ; traction électrique, ? - 1939.
- Gainesville - traction par mule, ? - ?.
- Galveston - traction par mule, 1867 - ? ; traction électrique, 1891 - mai 1938. Tramway historique à traction diesel-électrique ouvert le 23 juillet 1988 (Galveston Island Trolley) [17]. Un prolongement ouvert en mars 2005 vers l'hôpital, desservi toutes les quinze minutes, rapproche cette ligne d'un service public, de nouvelles extensions sont prévues.
- Greenville - traction électrique, ? - 14 décembre 1918.
- Hillsboro - traction par mule, ? - 1898 ; traction électrique, ? - ?.
- Houston - traction par mule, 25 janvier - 1868 ; traction électrique, 14 juin 1891 - 8 juin 1940. LRT (METRORail) inauguré le 1er janvier 2004 [18]. Voir Houston METRORail.
- Lampasas - traction par mule, ? - ?.
- Laredo - traction électrique, 27 janvier 1890 - 1934. Premier tramway électrique urbain du Texas. Ligne internationale vers la ville mexicaine de Nuevo Laredo.
- Lockhart - traction par mule, ? - ?.
- Longview - traction par mule, ? - ?.
- Marshall - traction électrique, 188x - 1925.
- Matador - traction par mule, 1914 - 1936. (Il parait très douteux qu'une ligne de tramway urbain en traction animale ait pu perdurer jusqu'en 1936 aux États-Unis.)
- McKinney - traction électrique, ? - 1926.
- Mineral Wells - traction électrique, 1908 - 1920.
- Moscow (en) - traction par mule, 1846 - ?. (L'année de mise en service (1846) peut prêter à caution.)
- Mount Pleasant - traction par mule, ? - ?.
- Palestine - traction par mule, 1875 - 1877.
- Paris - traction par mule, 187x - ? ; traction électrique, ? - 1926.
- Port Arthur - traction électrique, ? - 1938.
- Rusk - traction par mule, ? - ?.
- San Angelo - traction électrique, 1908 - ?.
- San Antonio - traction par mule, ? - ? ; traction électrique, ? - 1933. Première grande ville des États-Unis à remplacer l'ensemble de ses tramways électriques par des autobus.
- Seguin - traction par mule, ? - ?.
- Sherman - traction par mule, 1877 - 1901 ; traction électrique, ? - 1931.
- Taylor - traction par mule, 1891 - 1899.
- Temple - traction électrique, 190x - 1923.
- Texas City - traction essence, ? - ?.
- Tyler - traction électrique, 189x - ?.
- Uvalde - traction par mule, ? - ?.
- Vernon - traction par mule, ? - ?.
- Victoria - traction par mule, 1888 - 1894.
- Waco - traction par mule, 1878 - ? ; traction électrique, ? - 3 février 1937.
- Waxahachie - traction par mule, 1892 - 1912 ; traction électrique, 1912 - février 1928.
- Weatherford - traction par mule, ? - ?.
- Wichita Falls - traction électrique, ? - 1934.
- Wootan Wells - traction par mule, ? - ?.
- Yubadam - traction par mule, ? - ?. Situé près de Tyler.

### Utah
- Brigham City - traction électrique, 1907 - 1919.
- Logan - traction électrique, 1910 - 1926.
- Ogden - traction hippomobile, 188x - ? ; traction électrique, ? - 26 décembre 1935.
- Provo - traction électrique, octobre 1913 - 1919.
- Salt Lake City - traction hippomobile, 187x - ? ; traction électrique, ? - 1941, 1941 - 1945. Réintroduction d'un LRT le 4 décembre 1999 (TRAX [19]) et d'un tramway (S Line) le 8 décembre 2013.

### Vermont
- Barre - traction électrique, ? - ?.
- Bellows Falls - traction électrique, ? - ?.
- Brattleboro - traction électrique, 31 juillet 1895 - 29 août 1923.
- Burlington - traction hippomobile, 187x - ? ; traction électrique, ? - 3 août 1929.
- Montpelier - traction électrique, ? - 1927. Reliait Montpelier et Barre.
- Rutland - traction hippomobile, 187x - ? ; traction électrique, ? - 1924.
- Springfield, traction électrique, 18xx - vers 1950, reliait le centre de Springfield à Charlestown, NH.
- St. Albans (City) - traction électrique, 190x - 1921.

### Virginie
- Charlottesville - traction hippomobile, 188x - ? ; traction électrique, ? - 1935. Réintroduction prévue.
- Danville - traction hippomobile, 1886 - 1888 ; traction électrique, ? - 1938.
- Fredericksburg - traction hippomobile, ? - ?.
- Lynchburg - traction électrique, ? - 2 mars 1941.
- Norfolk - traction hippomobile, 186x - ? ; traction électrique, ? - 11 juillet 1947. Réintroduction d'un LRT (Tide Light Rail) le 19 août 2011.
  - Portsmouth - traction électrique, ? - 1936.
  - Newport News - traction électrique, 189x - janvier 1946.
- Petersburg - traction hippomobile, 188x - ? ; traction électrique, ? - 1936.
- Radford - traction électrique, ? - ?.
- Richmond - traction hippomobile, 186x - ? ; traction électrique, 2 février 1888 - 1948. La première ligne de tramway électrique aux États-Unis avec une ligne électrique aérienne, une invention de Frank J. Sprague.
- Roanoke - traction hippomobile, 188x - ? ; traction électrique, ? - 31 août 1948. Réintroduction prévue.
- Staunton - traction électrique, ? - ?.
- Tazewell - traction électrique, ? - ?.

### Virginie-Occidentale
- Bluefield - traction électrique, 190x - 1936.
- Charleston - traction électrique, ? - 1939.
- Clarksburg - traction électrique, 1899 - 1939.
- Fairmont - traction électrique, 1900 - 1940.
- Huntington - traction électrique, 188x - 1938. Ohio Valley Electric Railway
- Martinsburg - traction électrique, 189x - 189x (?).
- Morgantown - traction électrique, 1903 - 1934.
- Newell - traction électrique, ? - ?.
- Parkersburg - traction hippomobile, 1889 - ? ; traction électrique, 1898 - 25 mai 1947.
- Princeton - traction électrique, ? - 1940.
- Wheeling - traction hippomobile, 21 juillet 1886 - ? ; traction électrique, 15 mars 1888 - 14 avril 1948.

### Washington
- Aberdeen - traction électrique, 1905 - 31 juillet 1932. Reliait Aberdeen, Hoquiam et Cosmopolis.
- Bellingham - traction hippomobile, 28 mars 1891 - ? ; traction électrique, 1891 - 1er décembre 1938.
- Chehalis - traction électrique, 1910 - 1929. Reliait Chehalis à Centralia.
- Everett - traction électrique, 3 juillet 1893 - 1923.
- Olympia - traction hippomobile, 188x - 189x ; traction électrique, 189x - 1932.
- Port Townsend - traction vapeur, 18xx - 189x ; traction électrique, 1895 - 189x.
- Seattle - traction hippomobile, 23 septembre 1884 - ? ; traction par câble, 29 septembre 1888 - 9 août 1940 ; traction électrique, ? - 12 avril 1941. Tramway historique (Waterfront Streetcar) ouvert le 29 mai 1982, service suspendu le 19 novembre 2005. Réintroduction du tramway (Seattle Streetcar) le 12 décembre 2007 et ouverture d'un LRT (Central Link) le 18 juillet 2009.
- South Bend - traction électrique, 1911 - juin 1930. Reliait South Bend à Raymond.
- Spokane - traction hippomobile, 188x - ? ; traction par câble, 21 septembre 1889 - 22 juillet 1894 ; traction électrique, ? - 193x.
- Tacoma - traction hippomobile, 1888 - ? ; traction par câble, 4 août 1891 - 8 avril 1938 ; traction électrique, ? - 1938. LRT (Tacoma Link) réintroduit le 22 août 2003.
- Walla Walla - traction hippomobile, 1890 - 1899 ; traction électrique, ? - 1926.
- Vancouver - traction électrique, ? - 1927.
- Yakima - traction électrique, 25 décembre 1907 - 1er février 1947. Tramway historique ouvert le 12 octobre 1974.

### Wisconsin
- Appleton - traction électrique, 1886 - 6 avril 1930.
- Ashland - traction hippomobile, 29 juin 1887 - 1893 ; traction électrique, 22 janvier 1893 - 25 septembre 1933.
- Beloit - traction électrique, 31 juillet 1907 - 12 août 1930.
- Eau Claire - traction hippomobile, 1880 - 1889 - traction électrique, 15 novembre 1889 - 8 avril 1932.
  - Chippewa Falls - traction électrique, ? - ?.
- Fond du Lac - traction hippomobile, 1888 ; traction électrique, 20 octobre 1893 - 1894, et 27 juin 1899 - 1931.
- Green Bay - traction électrique, 8 juin 1894 - 17 novembre 1937.
- Janesville - traction hippomobile, 24 juillet 1886 - 27 novembre 1891 ; traction électrique, 24 juin 1892 - 8 juillet 1929.
- Kaukauna - traction électrique, ? - ?.
- Kenosha - traction électrique, 1er février 1903 - juin 1931. Tramway historique (Kenosha Electric Streetcar) ouvert le 19 juin 2000.
- La Crosse - traction hippomobile, 1878 - ? ; traction électrique, 1893 - 1945.
- Madison - 15 novembre 1884 - 30 septembre 1892 ; traction électrique, 1889 - 3 février 1935.
- Manitowoc - traction électrique, 1902 - 9 mai 1927.
- Marinette - traction hippomobile, 1889 - 1891 ; traction électrique, 1891 - 1928. Desservait également Menominee, MI.
- Menasha - traction électrique, ? - ?.
- Merrill - traction électrique, 1889 - 1921.
- Milwaukee - traction hippomobile, 30 août 1860 ; traction électrique, 3 avril 1890 - 2 mars 1958. Réintroduction le 2 novembre 2018 (The Hop)
- Neenah - traction hippomobile, 1880 - ? ; traction électrique, ? - ?.
- Oshkosh - traction hippomobile, 18 octobre 1882 - 1897 ; traction électrique, 14 juillet 1897 - 21 mai 1930.
- Portage - traction électrique, juin 1913 - 1922.
- Racine - traction hippomobile, octobre 1883 - ? ; traction électrique, novembre 1892 - 1er octobre 1940.
- Sheboygan - traction hippomobile, 1886 - 1895 ; traction électrique, 27 novembre 1895 - 1935.
- Superior - traction hippomobile, 22 août 1887 - 1890 ; traction électrique, 1er juillet 1890 - 23 juin 1935. Desservait également Duluth, MN.
- Watertown - traction électrique, juin 1926 - juillet 1927.
- Waupaca - traction électrique, 9 juillet 1899 - 4 juillet 1925.
- Wausau - traction électrique, 1906 - 10 janvier 1940.
- Wisconsin Rapids - traction électrique, 1er novembre 1910 - 15 août 1931.

### Wyoming
- Cheyenne - traction électrique, ? - 15 août 1924.
- Sheridan - traction électrique, ? - 1927.

## Guatemala
- Guatemala - traction hippomobile, ? - 1917 ; traction essence, 1918 - ?.
- San Felipe - Quetzaltenango - traction électrique, 30 mars 1930 - septembre 1933.

## Haïti
- Port-au-Prince - traction hippomobile, 17 janvier 1878 - avril 1888 ; traction vapeur, 18 avril 1897 - ? ; traction essence, ? - 1932.

## Honduras
- Puerto Cortés - traction essence, ? - ?.

## Jamaïque
- Kingston - traction électrique, 31 mars 1899 - août 1948.

## Martinique
- Saint-Pierre - traction hippomobile, ? - 8 mai 1902. Détruit lors de l'éruption de la Montagne Pelée.

## Mexique

### District Fédéral (Mexico)
- Mexico - traction hippomobile, 12 décembre 1857 - 24 novembre 1932 ; traction vapeur, 1865 - ? ; traction électrique par accumulateurs, 1896 - 1900 ; traction par essence, ? - 1934 ; traction électrique par fil aérien, 15 janvier 1900 - 19 mai 1979. Exploitation suspendue entre 1911 et 1915 pendant la Révolution mexicaine.

Classement par États

### État d'Aguascalientes
- Aguascalientes - traction hippomobile, février 1883 - ? ; traction électrique, 5 mai 1904 - 1931.

### État de Campeche
- Campeche - Lerma - traction essence, ? - 1941.

### Chiapas
- Tapachula - traction hippomobile, ? - ?.

### État de Chihuahua
- Chihuahua - traction hippomobile, 1887 - 1908 ; traction électrique, 4 octobre 1908 - 1922.
- Ciudad Juárez - traction par mule, octobre 1882 - ? ; traction électrique, 11 janvier 1902 - 30 juillet 1973. (Exploitation suspendue entre août 1966 et novembre 1967, juillet 1969 et novembre 1970). Ligne internationale depuis El Paso
- Parral - traction électrique, février 1908 - 11 octobre 1908. Exploitation suspendue après seulement neuf mois à cause de l'avarie d'une sous-station électrique, remise en service non connue.

### Coahuila
- Torreón - traction hippomobile, 1900 - ? ; traction électrique, décembre 1904 - vers 1940.

### État de Durango
- Lerdo - Gómez Palacio - traction hippomobile, 1890 - ? ; traction électrique, le 3 mars 1901. Gómez Palacio - Torreón (Coahuila) ouvert le 3 juillet 1901. Fermeture totale le 3 mars 1953.

### État de Guanajuato
- Celaya - traction hippomobile, 188x - mai 1954. Probablement le dernier tramway urbain à traction hippomobile du Mexique (et du continent nord-américain).

### Hidalgo
- Pachuca - traction hippomobile, ? - ? ; traction vapeur, ? - ? ; traction électrique, septembre (?) 1913 - vers 1940.

### Jalisco
- La Barca - traction hippomobile, ? - 1953.
- Guadalajara - traction hippomobile, janvier 1878 - ? ; traction électrique, 14 septembre 1907 - 1944.
- Tequila - traction hippomobile, ? - 1952.

### État de Mexico
- Teotihuacán - traction hippomobile, ? - ?.

### Michoacán
- Lázaro Cárdenas - Río Grijalva - traction hippomobile, ? - 1960.
- La Piedad - traction hippomobile, ? - 1941.
- Pátzcuaro - traction hippomobile, 188x - 191x.
- Zamora - traction hippomobile, ? - ?.

### Morelos
- Cuernavaca - traction hippomobile, ? - ?.

### Nuevo León
- Monterrey - traction hippomobile, 1883 - ? ; traction électrique, 25 juillet 1907 - 30 mai 1932.

### État d'Oaxaca
- Oaxaca - traction hippomobile, vers 1890 - 193x.

### État de Puebla
- Atlixco (en) - traction hippomobile, 1898 - après 1944.
- Puebla - traction hippomobile, mai 1881 - ? ; traction essence, ? - 10 octobre 1926.
  - Puebla - Cholula - traction électrique, 27 mai 1924 - 31 décembre 1941.
- Tehuacán - El Riego - traction essence, ? - 1950.

### État de San Luis Potosí
- Real de Catorce - Portero - traction électrique, 15 septembre 1908 - 3 juin 1933.
- San Luis Potosí - traction hippomobile, 188x - ? ; traction électrique, 16 février 1914 - 7 avril 1932.

### Sinaloa
- Mazatlán - traction hippomobile, 1876 - ? ; traction vapeur, 1908 - 1913.

### Sonora
- Guaymas - traction hippomobile, 1888 - 1917.

### Tamaulipas
- Matamoros - traction hippomobile, ? - ? ; traction essence, ? - ?.
- Nuevo Laredo - traction hippomobile, 19 novembre 1886 - ? ; traction électrique, 12 mars 1890 - ?. Tramway international reliant Laredo (TX).
- Tampico - traction hippomobile, 1879 - ?, 1er janvier 1901 - ? ; traction électrique, mai (?) 1914 - 31 mars 1927.
  - Tampico - Ciudad Madero - traction électrique, 30 août 1914 - 13 décembre 1974.

### Veracruz
- Orizaba - traction hippomobile, 1878 - ? ; traction essence, 192x - 1933.
- Tlacotalpan - traction hippomobile, ? - ?.
- Veracruz - traction hippomobile, 1864 - 1939 ; traction électrique, 5 juillet 1908 - 16 août 1981.

### Yucatán
- Mérida - traction hippomobile, 15 décembre 1880 - ? ; traction vapeur, 189x - ? ; traction par accumulateurs, 1918 - ? ; traction essence, 1919 - 1930.
- Progreso - traction hippomobile, 189x - ? ; traction essence, ? - 193x.

## Nicaragua
- Granada - traction hippomobile, ? - ?.

## Panama
- Panamá - traction électrique, 1er octobre 1893 - 1898, 1er août 1913 - 31 mai 1941.

## Porto Rico
- Mayagüez - traction hippomobile, 1872 - ? ; traction électrique par accumulateurs, 1915 - 1927.
- Ponce - traction hippomobile, ? - ? ; traction électrique, 29 avril 1902 - 24 décembre 1927.
- San Juan - traction électrique, 1er janvier 1901 - 1er octobre 1946.

## République dominicaine
- San Fernando de Monte Cristi - traction hippomobile, 1905 - ?.

## Salvador
- San Salvador - traction hippomobile, ? - ? ; traction électrique par accumulateurs, ? - ?.
  - San Salvador - Santa Tecla - traction électrique par accumulateurs, 15 octobre 1920 - 1925 (?).

## Trinité-et-Tobago
- Port-d'Espagne - traction électrique, 26 juin 1895 - 1902 (?), juillet (ou août) 1902 - 1956 (?).

## Classement des réseaux nord-américains de tramways existants
| Ville                | Pays       | Longueur du réseau (en kilomètres) | Longueur additionnée des lignes | Nombre de lignes | Nombre de stations | Date d'ouverture ou d'électrification | Article et références                                              |
| -------------------- | ---------- | ---------------------------------- | ------------------------------- | ---------------- | ------------------ | ------------------------------------- | ------------------------------------------------------------------ |
| Calgary              | Canada     |                                    | 48,8                            | 2                | 45                 | 1981                                  | C-Train                                                            |
| Edmonton             | Canada     | 13,1                               | 13,1                            | 2                | 18                 | 1978                                  | Train léger d'Edmonton                                             |
| Ottawa               | Canada     | 8                                  | 8                               | 1                | 5                  | 2001                                  | O-Train                                                            |
| Toronto              | Canada     | 75                                 | 116,01                          | 11               | 685                | 1892                                  | Tramway de Toronto                                                 |
| La Havane - Matanzas | Cuba       |                                    |                                 |                  |                    | 1922                                  |                                                                    |
| Atlanta              | États-Unis | 4,3                                | 4,3                             | 1                | 12                 | 2014                                  | Tramway d'Atlanta                                                  |
| Baltimore            | États-Unis | 48,3                               |                                 | 3                | 33                 | 1992                                  | Métro léger de Baltimore                                           |
| Boston               | États-Unis | 40,6                               | 40,6                            | 2                | 74                 | 1929                                  | Ligne verte et Ashmont-Mattapan High Speed Line du Métro de Boston |
| Buffalo              | États-Unis | 10,3                               | 10,3                            | 1                | 15                 | 1985                                  | Métro léger de Buffalo                                             |
| Cincinnati           | États-Unis | 5,8                                |                                 | 1                | 18                 | 2016                                  | Tramway de Cincinnati                                              |
| Charlotte            | États-Unis | 15,45                              | 15,45                           | 1                | 15                 | 2007                                  | Métro léger de Charlotte                                           |
| Charlotte            | États-Unis | 2,4                                |                                 | 1                | 6                  | 2015                                  | Tramway de Charlotte                                               |
| Cleveland            | États-Unis | 29                                 |                                 | 2                | 35                 | 1913                                  | Métro de Cleveland                                                 |
| Dallas               | États-Unis |                                    | 115,9                           | 3                | 54                 | 1996                                  | Métro léger de Dallas                                              |
| Dallas               | États-Unis | 3,9                                |                                 | 1                | 6                  | 2015                                  | Tramway de Dallas                                                  |
| Denver               | États-Unis | 63,4                               |                                 | 5                | 36                 | 1994                                  | Métro léger de Denver                                              |
| Détroit              | États-Unis | 5,3                                |                                 | 1                | 20                 | 2017                                  | Tramway de Détroit (en)                                            |
| Fort Collins         | États-Unis | 2,4                                | 2,4                             | 1                |                    | 1984                                  | Tramway de Fort Collins                                            |
| Houston              | États-Unis | 12                                 | 12                              | 1                | 16                 | 2004                                  | Métro léger de Houston                                             |
| Jersey City          | États-Unis | 33,2                               |                                 | 3                | 24                 | 2000                                  | Métro léger Hudson-Bergen                                          |
| Kansas City          | États-Unis | 3,5                                |                                 | 1                | 10                 | 2016                                  | Tramway de Kansas City                                             |
| Kenosha              | États-Unis | 2,7                                | 2,7                             | 1                | 17                 | 2000                                  | Tramway de Kenosha                                                 |
| La Nouvelle-Orléans  | États-Unis |                                    |                                 | 3                |                    | 1893                                  | Tramway de La Nouvelle-Orléans                                     |
| Little Rock          | États-Unis | 5,5                                | 5,5                             | 1                | 14                 | 2004                                  | Tramway de Little Rock                                             |
| Los Angeles          | États-Unis |                                    | 99,3                            | 3                |                    | 1990                                  | Métro léger de Los Angeles                                         |
| Memphis              | États-Unis |                                    | 13,3                            | 3                | 25                 | 1993                                  | Tramway de Memphis                                                 |
| Minneapolis          | États-Unis | 19,8                               | 19,8                            | 1                | 19                 | 2004                                  | Métro léger de Minneapolis                                         |
| Newark               | États-Unis |                                    |                                 | 2                | 20                 | 1935                                  | Métro léger de Newark                                              |
| Norfolk              | États-Unis | 11,9                               | 11,9                            | 1                | 11                 | 2011                                  | Métro léger de Norfolk                                             |
| Philadelphie         | États-Unis |                                    | 113,8                           | 6                |                    |                                       | Tramways de Philadelphie                                           |
| Phoenix              | États-Unis | 32                                 | 32                              | 1                | 32                 | 2008                                  | Métro léger de Phoenix                                             |
| Pittsburgh           | États-Unis | 41,8                               |                                 | 2                | 52                 | 1984                                  | Métro léger de Pittsburgh                                          |
| Portland             | États-Unis |                                    | 84,3                            | 4                | 85                 | 1986                                  | Métro léger de Portland                                            |
| Portland             | États-Unis | 6,3                                | 6,3                             | 1                |                    | 2001                                  | Tramway de Portland                                                |
| Sacramento           | États-Unis | 60,22                              |                                 | 2                | 47                 | 1987                                  | Métro léger de Sacramento                                          |
| Saint Louis          | États-Unis | 74                                 |                                 | 2                | 37                 | 1993                                  | Métro léger de Saint Louis                                         |
| Salt Lake City       | États-Unis |                                    | 56,8                            | 3                | 41                 | 1999                                  | Métro léger de Salt Lake City                                      |
| San Diego            | États-Unis | 86,1                               |                                 | 5                | 53                 | 1981                                  | Métro léger de San Diego                                           |
| San Francisco        | États-Unis | 17,16                              |                                 | 3                | 51                 | 1873                                  | Cable Cars de San Francisco                                        |
| San Francisco        | États-Unis |                                    | 115,1                           | 7                | 33                 | 1980                                  | Métro léger de San Francisco                                       |
| San José             | États-Unis | 67,9                               |                                 | 3                | 62                 | 1987                                  | Métro léger de San José                                            |
| Savannah             | États-Unis | 1,6                                | 1,6                             | 1                | 7                  | 2009                                  | Tramway de Savannah                                                |
| Seattle              | États-Unis | 27,8                               | 27,8                            | 2                | 18                 | 2003                                  | Métro léger de Seattle                                             |
| Seattle              | États-Unis | 2,1                                | 2,1                             | 1                | 11                 | 2007                                  | Tramway de Seattle                                                 |
| Tampa                | États-Unis | 4,35                               | 4,35                            | 1                | 11                 | 2002                                  | Tramway de Tampa                                                   |
| Tucson               | États-Unis | 6,2                                |                                 | 1                | 18                 | 2014                                  | Tramway de Tucson                                                  |
| Oklahoma City        | États-Unis | 11,1                               |                                 | 1                |                    | 2018 (en construction)                | Tramway d'Oklahoma City                                            |
| Washington           | États-Unis | 3,3                                |                                 | 1                | 8                  | 2016                                  | Tramway de Washington                                              |
| Guadalajara          | Mexique    | 15,5                               | 15,5                            | 1                | 19                 | 1989                                  | Ligne 1 du métro de Guadalajara                                    |
| Mexico               | Mexique    | 13,04                              | 13,04                           | 1                | 18                 | 1986                                  | Métro léger de Mexico                                              |
| Monterrey            | Mexique    | 31                                 | 31                              | 2                | 31                 | 1990                                  | Métro léger de Monterrey                                           |